# ロールパン
ロールパンは、生地を小さく分けたものを主に丸形や細長く成形し、焼いた小型パンである。ロールとも言う。

## 概説
英語でロールパンは、丸めたり細長く成形されたりした一人分の小さなパンと定義されている。生地を延ばして巻いて成形したものだけがロールパンではない。
日本で広く認知されている形のロールパンはアメリカ合衆国のテーブルロールからきていて、バターや卵を生地に練り込み、薄く延ばした生地をくるくると巻いて焼き上げたものをいう。生地のバターの配合が多いバターロールや、レーズン、マーガリンを生地中に巻きこんだものがある。ブリオッシュロール (Brioche rolls) とも呼ばれることもある。
ロールパンは、そのまま食べることも、カットして具を詰めて食べることもできる。アメリカ英語ではそれをサンドイッチと呼ぶが、イギリス英語（およびオーストラリアなどの英語）では、サンドイッチという単語はより狭く定義されており、スライスされた2枚以上のパンが必要である。カットして具を挟んだロールパンはサンドイッチではなく、単にロールパンと呼ばれる。
ヨーロッパでは、小麦粉で作られたものから、ライ麦粉を含むものまで、さまざまなロールパンが見られる。コリアンダーやクミンなどのスパイスやナッツ、ゴマ、ケシの実、カボチャ、ヒマワリなどの種が入ったロールパンも一般的である。

## ロールパン作りの工程
以下はパン作りの基本となる製法の一つ『ストレート法』の作業工程である。
手順1：計量
必要な材料を揃え、正確に計量する。パンの計量は1g単位で正確な計量をすることが重要で、材料を常温に戻すなどの準備も必要である。
パン作りに使用する水や牛乳等 (仕込み水という) は、イースト菌が活動しやすいように35℃前後に調整しておく。
手順2：生地こね（ミキシング）
バターやマーガリンなど油脂類を除く材料を一つにまとめ、生地がまとまるまで混ぜる。ある程度生地がまとまったら、生地を台の上にこすりつけてのばし、圧力をかけながらこねる。ベタつく場合や、生地の膨らみで高さを出したい時は、生地をたたけば、水分調整をしたり、グルテンを強化出来る。たたくことで生地が乾燥したり、温度が下がってしまい発酵が鈍くなる事があるので、生地の状態をみながら作業を調節する。
小麦に含まれるタンパク質である、粘性のある「グリアジン」と伸展性のある「グルテニン」が水と結合している状態で、生地をこねることで、粘弾性のある「グルテン」に変化する。グルテンは立体的な網目状の構造をしていて、この網目の中にイーストの発酵によって作られた炭酸ガスを包み込む。
生地が7 - 8割できてから、バターやマーガリンなど油脂類を生地に加えて混ぜ込む。油脂によるコーティングで、グルテンの形成やイーストの働きを阻害してしまうので、最初から入れると、グルテンが出来にくくなったり、発酵も鈍くなるためである。
手順3：一次発酵
イーストが活動しやすい28℃ - 30℃でかつ湿度70% - 80%で一次発酵を行う。生地の状態や温度や湿度によっても、発酵時間は異なるが、目安は30分 - 40分で、1.5倍 - 2倍程度の大きさになれば、一次発酵終了である。
発酵とは、イースト (パン酵母) がパン生地内に含まれた糖分を分解して、炭酸ガスやアルコール、有機酸を発生させる現象のことで、このときに発生する炭酸ガスを、グルテンが包み込みパン生地を膨らませる。発酵によってできるアルコールや有機酸などは、パンの風味となる。
手順4：ガス抜き（パンチ）と再発酵
ガス抜き（パンチ）とは、発酵の途中に、生地内に発生した炭酸ガスを抜く工程のことである。ガス抜きをすることで、炭酸ガスを生地全体に分散させ、空気を取り込むことで、イーストの活性を促す事ができ、パン生地のボリュームが大きくなる。
ガス抜き後、パン生地が2 - 2.5倍に膨らむように30 - 40分再発酵 (一次発酵) する。
手順5：分割
分割した各生地の重さを均等にすることで、発酵や焼成に時間差ができず、均一な膨らみや焼き色のパンが出来る。焼き上がりに影響するため、生地を傷めないようにする。工程中も生地は発酵が進み、緩むので分割後手早く丸める。
手順6：ベンチタイム
分割丸めが終わったら、乾燥に気をつけてベンチタイム（生地を緩ませる時間）を、約15 - 20分くらい取る。
パン生地は分割したり丸めることにより、伸展性がなくなるため、分割した直後は成型が上手くいかない。そのため伸展性を復活させるために、ベンチタイムで生地を休ませる必要がある。
手順7：成形
生地を出来上がりのパンの形に整えていく工程である。成形した生地は、二次発酵と焼成時の膨張を考えて、生地同士がくっつかないよう等間隔に天板におく。
手順8：二次発酵（ホイロ）
パン生地をさらに大きく膨らますために、温度と湿度が二次発酵でも重要である。発酵を進めるイーストの働きを活発にするために、一般的には一次発酵よりも高い30度 - 35度、湿度80%くらいで行う。
生地は乾燥しやすいので、乾燥しないように布巾やラップで覆って発酵させる。
手順9：焼成
発酵が終わった生地を焼いてパンにする工程である。焼成は主に3つのステップがある。①窯伸び  ②火通り（グルテンの凝固とでんぷんの糊化）③クラストの形成（メイラード反応とカラメル化反応）であり、この過程によってパン特有の香りや焼き色などが形成される。
しっかり窯伸びさせるために、焼成前のパンの表面に蒸気を噴霧したり、オーブンの予熱はしっかりしておく必要がある。
手順10：冷却
焼き上がったパンは、風通しのよいところで粗熱をとり、水蒸気を逃す。

## 日本のロールパン
ロールパンは、朝食や給食など、様々な場面で手軽に食べられている。またロールパンに使われる材料もいろいろなものがある。

### ロールパンの材料と形
ロールパンは一般的に、小麦粉 (強力粉)、イースト、卵、塩、砂糖、バター、水 (牛乳) などから作られている。最近では、全粒粉入りのものや、米粉が配合されている米粉のロールパン、黒糖入りのもの又、豆乳入りのものも販売されている。
生地のバターの配合が多いバターロールや、レーズン、クルミ入りや、マーガリンを生地中に巻きこんだものがある。
形も丸型、コッペパン型、テーブルロール型 (バターロール型。日本のロールパンの一般的に認知されている形)、渦巻き型など、さまざまである。
尚、テーブルロール型のロールパンは自宅で作るパンとしても人気があるのだが、成形が難しく、上手く形を作れなかったり、焼き上がったパンの口当たりが悪くなってしまう事もある。

### ロールパンとコッペパン

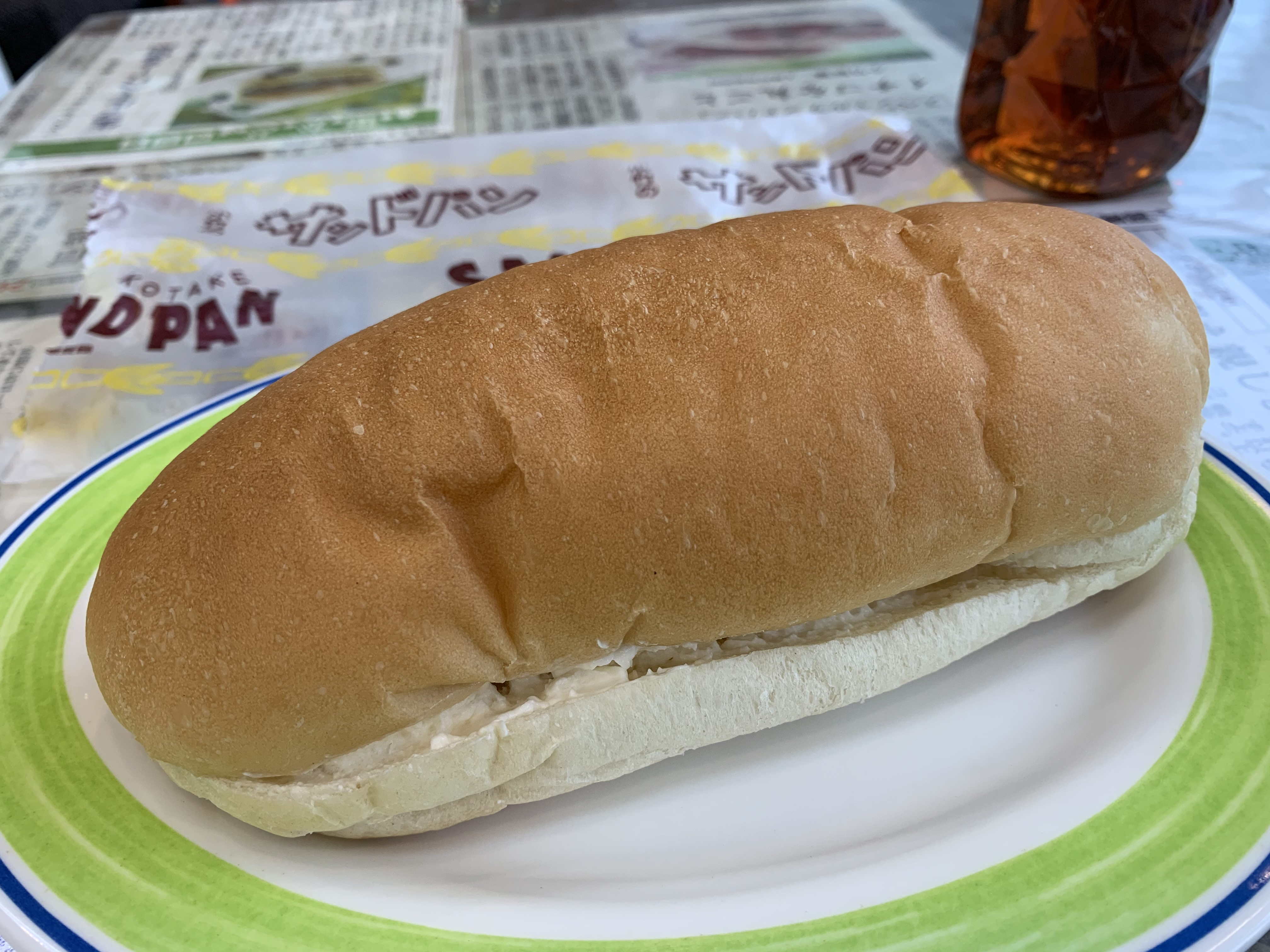
コッペパン

日本の製パン会社から、コッペパン型のロールパンも販売されていて見分けがつかないものがある。
違いとして、生地に含まれる砂糖の量がある。パン業界、及び公的な分類では、食パンと同じ生地で製造されたものがコッペパンとされている。ロールパンの方が砂糖の使用量が多い為、焼き色がつきやすく、砂糖の保水性により、しっとりしている。 
どちらのパンも、ホットドッグのようにスリットを入れて、具材を挟んで手軽に食べることが出来る。
ロールパンもコッペパンも給食用パンとして学校給食で出されている。

## 各国のロールパン
ロールパンは、言語や国、地域によって、さまざまな名前で呼ばれている。 
生地の作り方、サイズ、焼き方、作られた地域に応じて名付けられている。 

### 各言語でのロールパンの呼称
Collins English Dictionaryによるロールパンの各言語による記載と各言語版のウィキペディアでの「ロールパン」に関する記事のタイトル表記は、下記の通りである。
| 言語                       | 言語                       | Collins English Dictionaryの記載 | Wikipediaでの 記事タイトル |
| -------------------------- | -------------------------- | -------------------------------- | -------------------------- |
| アフリカーンス語           | アフリカーンス語           |                                  | Broodrolletjie             |
| アレマン語                 | アレマン語                 |                                  | Weckli                     |
| アラビア語                 | アラビア語                 | قُرْص مِنْ خُبْز                       |                            |
| バイエルン・オーストリア語 | バイエルン・オーストリア語 |                                  | Semme                      |
| チェコ語                   | チェコ語                   | houska                           |                            |
| チュヴァシ語               | チュヴァシ語               |                                  | Сайкă (çăкăр)              |
| ウェールズ語               | ウェールズ語               |                                  | Rhôl fara                  |
| デンマーク語               | デンマーク語               | bolle                            | Rundstykke                 |
| ドイツ語                   | ドイツ語                   | Brötchen                         | Brötchen                   |
| 低地ソルブ語               | 低地ソルブ語               |                                  | Guska                      |
| 英語                       | イギリス英語               | bread roll                       | Bread roll                 |
| 英語                       | アメリカ英語               | roll                             | Bread roll                 |
| ギリシャ語                 | ギリシャ語                 | ψωμάκι                           |                            |
| エスペラント語             | エスペラント語             |                                  | Bulko                      |
| スペイン語                 | スペイン語                 | panecillo                        |                            |
| ペルシア語                 | ペルシア語                 |                                  | نان رول                    |
| フィンランド語             | フィンランド語             | sämpylä                          | Sämpylä                    |
| フランス語                 | フランス語                 | petit pain                       | Petit pain                 |
| ヘブライ語                 | ヘブライ語                 |                                  | לחמנייה                    |
| クロアチア語               | クロアチア語               | pecivo                           | Pecivo                     |
| 高地ソルブ語               | 高地ソルブ語               |                                  | Całta                      |
| ハンガリー語               | ハンガリー語               |                                  | Zsemle                     |
| インターリングア           | インターリングア           |                                  | Panetto                    |
| インドネシア語             | インドネシア語             |                                  | Roti gulung                |
| イタリア語                 | イタリア語                 | panino                           | Panino                     |
| 日本語                     | 日本語                     | ロールパン                       | ロールパン                 |
| ジャワ語                   | ジャワ語                   |                                  | Roti gulung                |
| カンナダ語                 | カンナダ語                 |                                  | ಬ್ರೆಡ್ ರೋಲ್                     |
| 韓国語                     | 韓国語                     | 브레드 롤                        | 롤빵                       |
| オランダ語                 | オランダ語                 | bolletje                         | Broodje                    |
| ノルウェー語               | ノルウェー語               | rundstykke                       | Rundstykke                 |
| ラインフランケン語         | ラインフランケン語         |                                  | Weck                       |
| ポーランド語               | ポーランド語               | bułka                            | Bułka                      |
| ポルトガル語               | ブラジルポルトガル語       | pão redondo e pequeno            |                            |
| ポルトガル語               | ヨーロッパポルトガル語     | pão pequeno                      |                            |
| ルーマニア語               | ルーマニア語               | chiflă                           |                            |
| ロシア語                   | ロシア語                   | булка                            | Сайка (хлеб)               |
| 北部サーミ語               | 北部サーミ語               |                                  | Jorbbut                    |
| スウェーデン語             | スウェーデン語             | småfranska                       | Småfranska                 |
| シレジア語                 | シレジア語                 |                                  | Żymła                      |
| タイ語                     | タイ語                     | ขนมปังกลม                         |                            |
| トルコ語                   | トルコ語                   | yuvarlak ekmek                   |                            |
| ウクライナ語               | ウクライナ語               | булочка                          | Сайка (хліб)               |
| ベトナム語                 | ベトナム語                 | ổ bánh mì                        |                            |
| ワロン語                   | ワロン語                   |                                  | Mitchot                    |
| 中国語                     | 中国語                     | 小圆面包                         | 圆面包                     |

地域によってロールパンを指すものは、様々であり、地域で作られているロールパンの名称をそのまま総称として使用している事もある。
各国のロールパンの一覧は、次項以降を参照の事。

## イギリス・アイルランド

### イギリス
英国内では、地域によってロールパンの呼称の違いがみられる。
「ケーキ cake」と名の付くものは、通常小さいパンを指す。「パン bread 」は歴史的にオーブンで焼かれたものの総称であり「ケーキcake」や「ローフ loaf」は大きさを指していた。「ローフ loaf」は「大きなパン」を意味する。
以下はロールパンの名称として用いられているものである。
- 「バップ bap」– 直径12 - 15 cmくらいの少し大きめのソフトロール。柔らかさを出すためにラードやバターなどが含まれている場合があり、地域によって様々な形がある。スコットランドで作られている伝統的な「バップ bap」は、干しブドウ入りのアイルランドのものとは異なり甘くない。
- 「バラ Bara」– ウェールズで使用。「バラ Bara」はウェールズ語でパンの意味。
- 「バーム Barm/barm cake」–「フラワーケーキ flour cake」とも言う。粉が振られた塩気のある平たく小さな柔らかいパン。バーム Barmは「酵母」の古い用語であり[36]、以前はパン種として使用された、エールの醸造による酵母が豊富な泡の事[36][37]である。酸味を抑えるため、ホップを天然酵母として使うのだが、必ずしもバーム Barmが使用されているとは限らない。リバプール、マンチェスター、サウスランカシャー、ウェストランカシャーでよく使われる用語。
- 「バッチ batch」– 一般的に「バプ bap」と同じ。ノースウォリックシャー、ヌニートン、ウォリックシャー、コヴェントリー、チェシャー、およびウィラルで使用される。
- 「ビンリッドBin lid」– リバプールとその周辺地域でのみ見られ「チップバティ chip butty (フィッシュ&チップスパン)」として使用されている[38]。
- 「ブレッドケーキ bread-cake」– リーズでは柔らかいロールパンの事。ランカシャーの平たいパンの「オーブンボトム oven bottoms」に似ている[37]。ヨークシャーとノースノッティンガムシャーのアンズリーで使用される用語。
- 「ブライディー bridie」– スコットランドで使用されるロールパンの呼称[39]。ちなみにスコットランドのフォーファーを起源とするミートペイストリーも「ブライディー bridie」と言う。

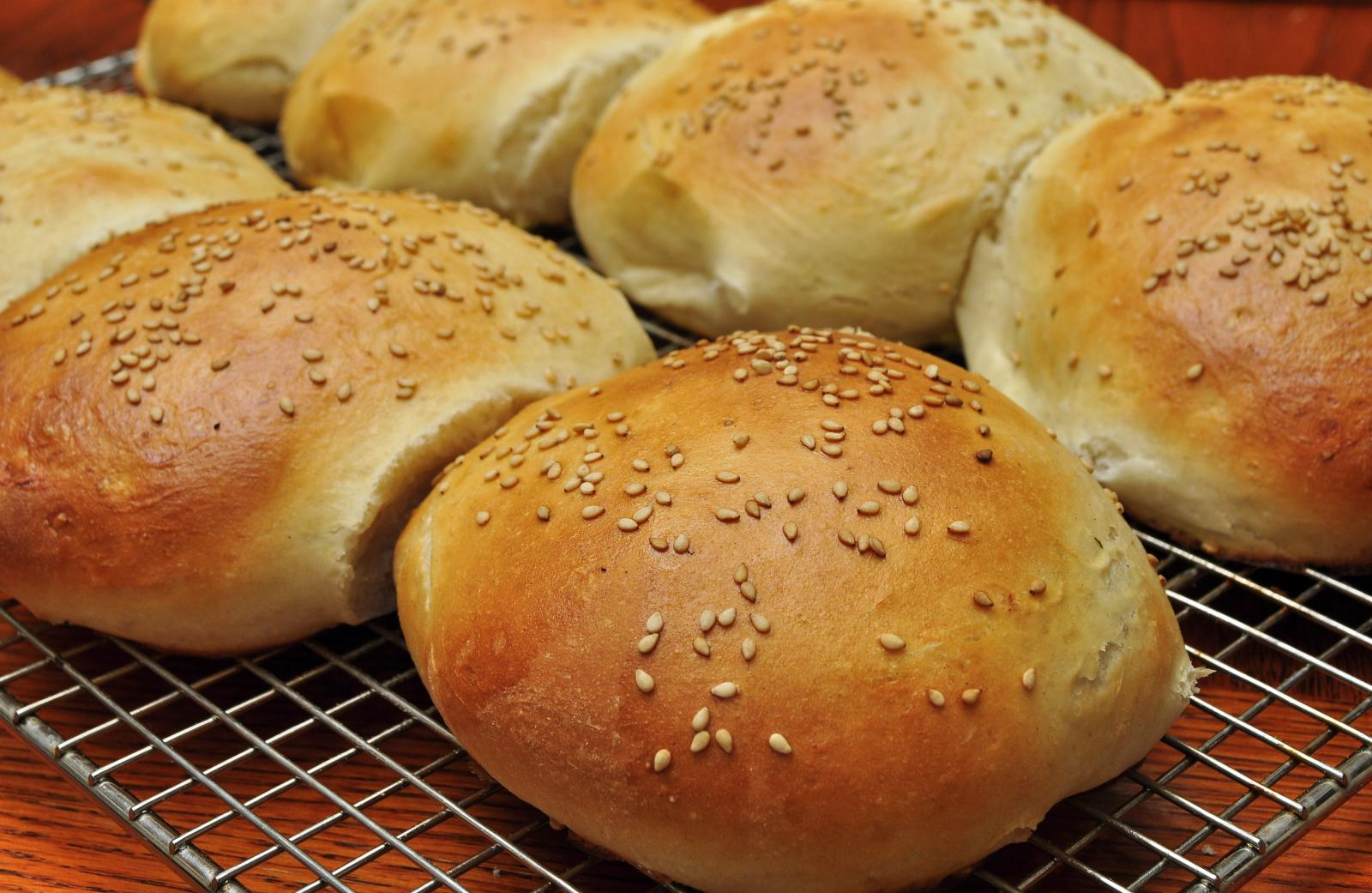
ゴマがのったハンバーガー用のバン (hamburger buns)

- 「バン bun」–  主にイングランド北部とカナダで広く使用される。北アイルランドとイングランド北部は、小さな丸いパンのことを言うのだが、イングランド南部では、手のひらサイズの甘いパンの事である。
- 「バタリー buttery」– スコットランドのアバディーン発祥のクロワッサンに似た食感のロールパン。「ローウィー rowie」や「アバディーン・ロール Aberdeen roll」とも言われる。バターの味が強く、わずかな塩味がある。
- 「コブ cob」– ノースウェールズ、ノースノーフォーク、スコットランド北西部から北部、イーストミッドランズまで、英国全土で使われている[37]。丸いロールパンで表面がパリパリだったり、そうでなかったりする。
- 「ラーディーケーキ lardy cake」– サセックス、ハンプシャー、バークシャー、ウィルトシャー、ドーセット、グロスターシャーなど、イングランド南部で使用。「ラーディーブレッド lardy bread」「 ラーディージョンズ lardy Johns」「ドウケーキ dough cake」「フォージズケーキ fourses cake」とも呼ばれる。濃厚なスパイスのパンで、 ラードやドライフルーツが入っている。伝統的に、特別な日、休日、休日、収穫祭に食べられる。

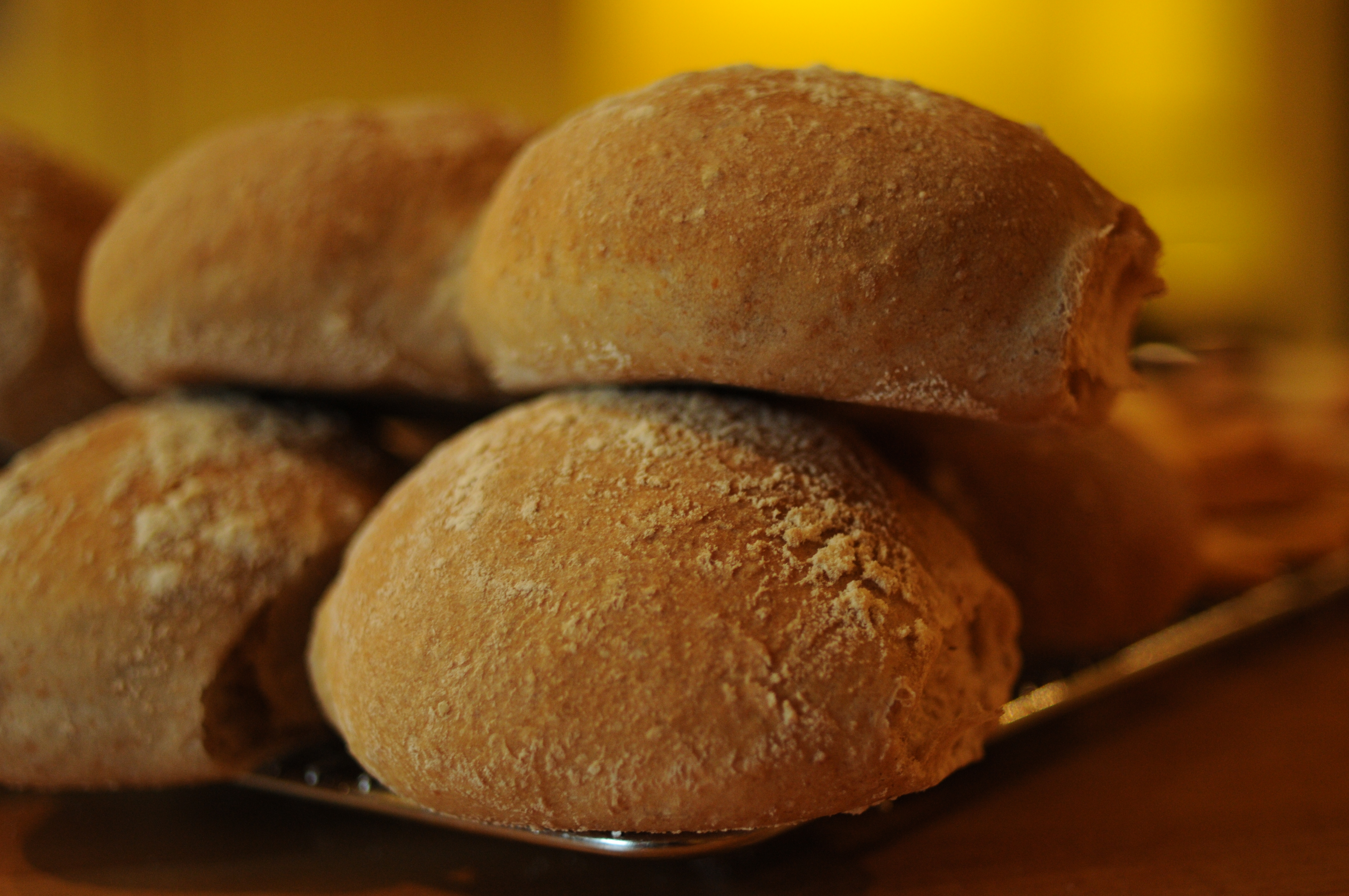
モーニングロール

- 「モーニングロール morning roll」– サマセット、デヴォン、シュロップシャー、ウェストミッドランズ、スコットランド中部など、英国全土で使用されている。「スコッチモーニングロール Scotch morning roll」とも呼ばれ、歯ごたえがあり、よく焼かれて、カリカリした皮で覆われている[37]。
- 「マフィン muffin」– 北アイルランドの一部で使用。甘いマフィンではなく、「イングリッシュ・マフィン English breakfast muffin」とも違うロールパン[37]。
- 「ナッジャー Nudger」– リバプールで一般的な、大きなフィンガーロールのような、長くて柔らかい白または茶色のロールパン。
- 「オギー oggie」– コーンウォールや南西部で使用[38]。紛らわしい事に、ロールパンではないパスティ pasty を指すこともある[37]。
- 「オーブンボトム oven bottoms」– ヨークシャー、ランカシャーで使用。オーブンの底部で調理されるパンやケーキに時々適用される用語。オーブンによって上部よりも下部で高温または低温になるため、明確な形はない。ランカシャーでは、非常に柔らかい低温焼きの「バーム Barm/barm cake」の事。ヨークシャーでは、余ったパン生地に、砂糖、刻んだラードを入れ、丸く焼かれた軽いフルーツタイプの「ティーケーキ tea-cake」の事[40]。
- 「ローウィー rowie」–「アバディーンローウィー Aberdeen rowie」「ローリー rollie」「アバディーンロール Aberdeen roll」「バタリー buttery」とも呼ばれる。フランスのクロワッサンに少し似ているバターが豊富なロールパン。元は、何日もの間、漁に出かける漁師のために作られたもので、バターの含有量が多く、長期保存が出来る点が優れている[37]。
- 「スカフラー scuffler」– カッスルフォード地域に由来するヨークシャーの方言であり、大きなパンケーキを意味する。このパンは常にほぼ三角形の形で焼かれ、ノーサンバーランドの「ストッティ Stotty/Stottie cake」に似ているが、より軽く、上部に少量の小麦粉が振られている。
- 「ソフティ Softie」– アバディーンで使用。柔らかく、目の詰まった少し甘いロールパン[41]。
- 「ストッティ Stotty/Stottie cake」– イングランド北東部で生まれた平らで丸いパンで、直径約30cm、厚さ4cmの、中央にくぼみがある。「オーブンボトム oven bottoms」に似ている。
- 「ティーケーキ tea-cake」– イギリスの大部分では、干しぶどうのようなドライフルーツ入りの軽くて甘い酵母ベースのパンのことを言うのだが、イーストランカシャーや、ヨークシャー、カンブリアの特定の地域ではロールパンとして使用する。ウェストヨークシャーでは、直径約23cmの大きな白または茶色のプレーンの「ティーケーキ tea-cake」を、非常に大きなサンドイッチを作るために使用される。また、イーストランカシャーやカンブリアで「ティーケーキ tea-cake」は、サンドイッチを作るために半分にカットされたドライフルーツが入っていない丸いロールパンである。
- 「ヴィエナ vienna」– エセックス、ノーフォーク、サフォークの一部で使用。ロールパンを指すが、大抵オーストリアのパンのカイザーゼンメルである[37]。

以下はロールパンの総称としての使用は不明もしくは総称としての使用はされていないもの。
- 「ベルファストバップ Belfast bap」- 北アイルランドのベルファストのカリッとした大きな白いロールパン。サンドイッチのパンとして使用される。上部がほとんど焦げている独特の硬い皮に覆われた、ふわっとして歯ごたえのある柔らかな白い中身のパン。

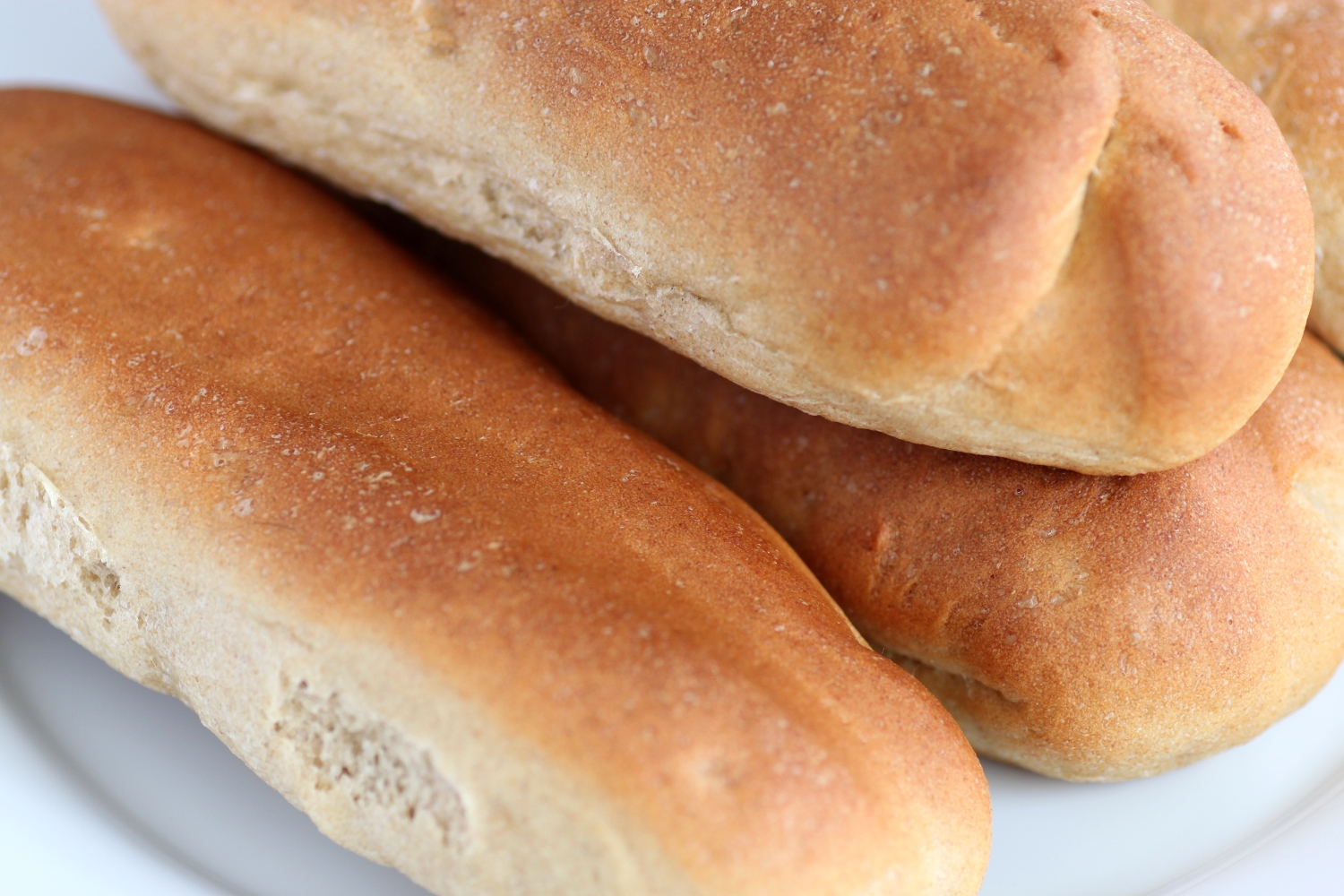
フィンガーロール

- 「フィンガーロール Finger roll」–「ブリッジロール Bridge roll」とも言われる。指状の形の柔らかく白いロールパン。幅に対して長さが3倍くらいが理想的で、ホットドッグに最適[42]。「ブリッジロール Bridge roll」の名前の由来は明らかではないが、最も可能性の高いのは、トランプのブリッジをやる午後のパーティーで食べられていた事から[43]。 形から「フィンガーロール Finger roll」としても知られるようになったと思われる[42]。
- 「ハフキン Huffkin」- ケント州のロールパン。楕円形か丸型の平たい小型のパンで日本のあんぱんのように真ん中にくぼみがある[44]。
- 「マンチェット Manchet」–「マンシェット manchette」「ミシェット michette(フランス語)」とも言う。最高級のパンを意味する、小さく平らな円形のパン。たくさんのバリエーションがある。フレンチロールの原型。
- 「サリーランバン Sally Lunn bun」- イギリス南西部のバース発祥のブリオッシュに似た、柔らかく大きな甘いパン。通常スライスして温めバターを添えて提供される。ティーケーキとして、カナダ、イギリス、ニュージーランドで人気があり、アメリカではたくさんのバリエーションがある。

### アイルランド
- 「ウォーターフォード・ブラー Waterford Blaa」-「ブラー Blaa」とも言う。アイルランドのウォーターフォード発祥の表面に粉が振られている正方形のもちもちした白いロールパン。2013年11月欧州委員会から地理的表示保護 (PGI)認証を取得。

## 中央ヨーロッパ

### ドイツ
ドイツでは、大型の「ブロート Brot」よりも小さな250g以下ものを「クラインゲベック」と呼び、その中でも小さめの40 - 60gのパンである「ブレートヒェン Brötchen」(大型パンの「Brot」+ 縮小辞の「-chen」) は、小型の食卓パンの総称であり、各地方によって、それぞれ異なる名称がある。
以下は地域による呼称の違いの分類である。
- 「ブレートヒェン Brötchen」– ドイツ全土で通用する言葉だが、ドイツ北部でよく使われている[45]。
- 「ヴェック Weck」「ヴェッケ Wecke」「ヴェッケン Wecken」「ヴェックレ Weckle」「ヴェックラ Weckla」など – ドイツ南西部で使用される呼称。南部の別の地域にも、類似語が多く存在する[45]。
- 「キップフ Kipf」「Kipfl」「Kipfla」「Kipfle」「ラーブラ Laabla」「ライプライン Laiblein」– バイエルン州北部のフランケン地方で使用される呼称[45]。
- 「ゼンメル Semmel」– ドイツ南部（特にバイエルン地方）やオーストリアで、よく使用される呼称だが、同時に「ヴェッケァル Weckerl」も用いられる[45]。
- 「ルントシュトゥック Rundstück」– 丸または短い楕円形のパンで、ハンブルク周辺で使用される呼称[45]。

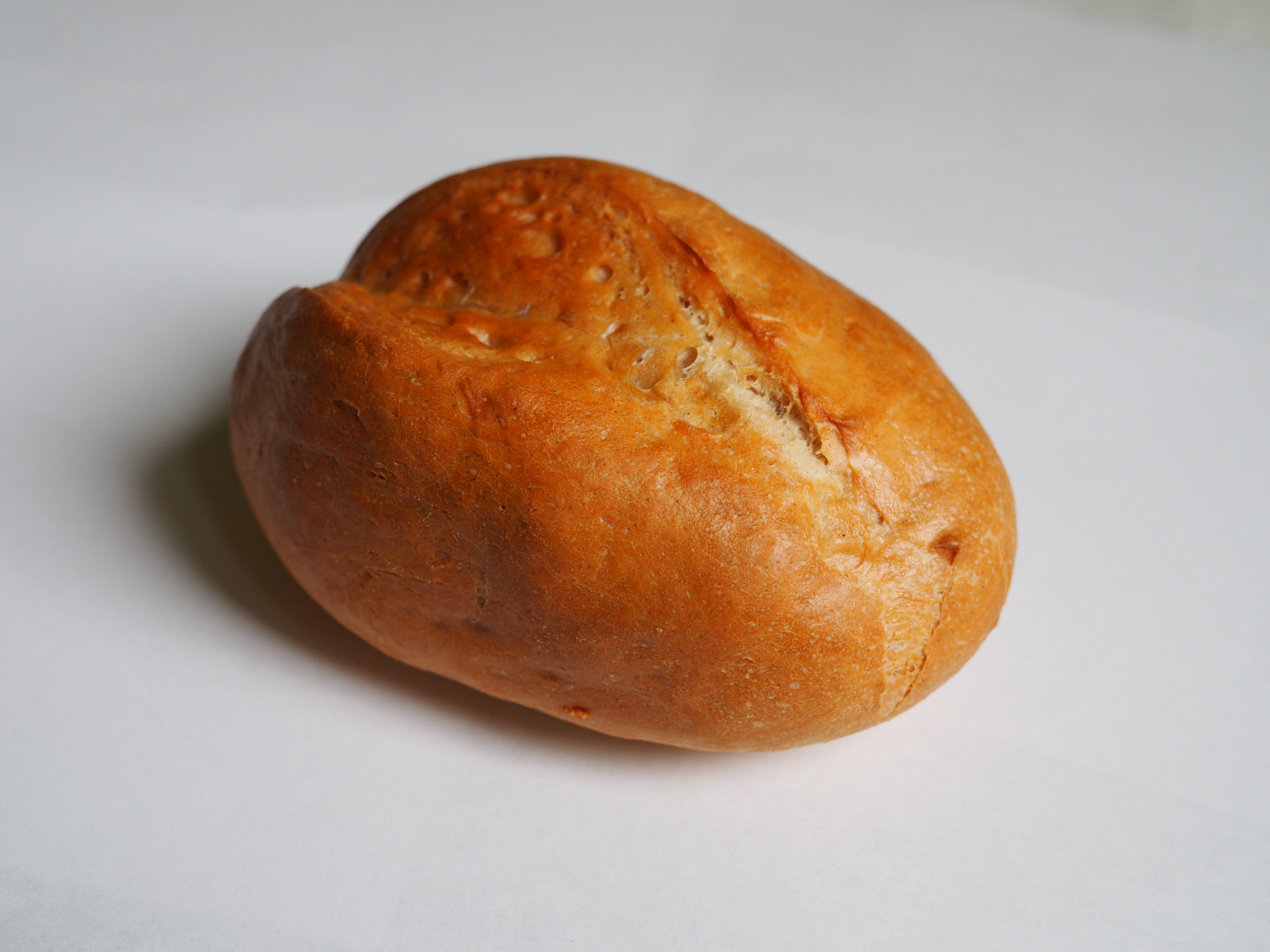
シュリッペ

- 「シュリッペ Schrippe」– 両端の細くなった紡錘形で、表皮に縦長の切り込み、または割れ目があるパン。ベルリンで使用される呼称[45]。
- 「クニュッペル Knüppel」– コッペパンに形が似たパン。ザクセン地方やブランデンブルクで使用される呼称[45]。
- 「ブレートヒェン Brötchen」と「ゼンメル Semmel」– テューリンゲン州とザクセン州では両方を使用し、二つを区別している。「ゼンメル Semmel」は、ザールラント州を起源とする、2つのロールパンがくっついている形の「ドッペルヴェック Doppelweck」「ドッペルブレートヒェン Doppelbrötchen」を指す。

以下は成形などによる分類
- 「ルントブレートヒェン Rundbrötchen」–  丸い小型パン。滑らかに丸めただけの成形で、外皮部分が少ない。表皮は薄く、剥がれ易い[45]。
- 「ローゼン-  Rosen- (ブレートヒェン brötchen/ヴェッケン wecken/ゼンメル semmel)」– 焼成で上部にある生地のとじ目の部分が割れて弾けた様が、開きかけたバラ(ローゼ Rose)の花ような外観である[45]。
- 「シュテルン-  Stern- (ブレートヒェン brötchen/ヴェッケン wecken/ゼンメル semmel)」– 十字に入れた溝が「星(シュテルン Stern)」模様に見える[45]。
- 「ゼーザム-  Sesam- (ブレートヒェン brötchen/ヴェッケン wecken/ゼンメル semmel)」– 白ゴマ (ゼーザム Sesam) がトッピングされている[45]。
- 「モーン-  Mohn- (ブレートヒェン brötchen/ヴェッケン wecken/ゼンメル semmel)」– 黒ケシ (モーン Mohn) がトッピングされている[45]。
- 「ザルツブレートヒェン Salzbrötchen」– 少量のキャラウェイの実(キュンメル Kümmel)と混ぜ合わせた粗い粒状の塩 (ブレーツェルザルツ Brezelsalz) を、振り掛けた小型パン[45]。
- 「ドッペルテブレートヒェン Doppelte Brötchen」–「ドッペルブレートヒェン Doppelbrötchen」 とも言う。繋がった2個の小型パンの上面縦方向の真ん中が窪んだパン[45]。
- 「ツァイレンブレートヒェン Zeilenbrötchen」–「ライエンブレートヒェン Reihenbrötchen」とも言う。「列」を意味し、複数の生地玉を繋げたパン。ドイツのザクセン地方では、小さな生地玉を3 - 4個、オーストリアのシュタイヤーマルクの辺りでは、長めの生地を6個繋げる[45]。
- 「シュタンゲン Stangen」– 薄い楕円形に伸ばした生地を縦長に置き、生地の端を引っ張りながら、巻き込んで棒状にし、焼き上げたもの。白ゴマ、黒ケシやブレッツェルザルツを振り掛けたりする[45]。
- 「ヘールンヒェン Hörnchen」– 小さな角 (「角 Horn」+ 縮小辞の「-chen」) の意味を持つ。「シュタンゲン Stangen」の両端を曲げて「角 Horn」の形を模したもの。白ゴマ、黒ケシやブレーツェルザルツを振り掛けたりする。ドイツ南部やオーストリアでは「キプフェル Kipfel」「キプフェァル Kipferl」とも呼ばれる[45]。
- 「ツェップフヒェン Zöpfchen」–  生地玉を薄く伸ばし巻き込んで棒状にした生地を「一本編み(アインシュトラングツォプフ Einstrangzopf)」または「二本編み(ツヴァイシュトラングツォプフ Zweistrangzopf)」にした小型パン。白ゴマ、黒ケシやブレーツェルザルツを振り掛けたりする[45]。
- 「シュースターユンゲン Schusterjungen」–「靴屋の小僧」という名前のベルリンで作られていたライ麦入りの小型パン。分割機で30等分した後、個々の生地を切り離して焼く方法と、生地を切り離さずに纏めて一緒に焼き上げ、販売の際に分ける方法がある[45]。

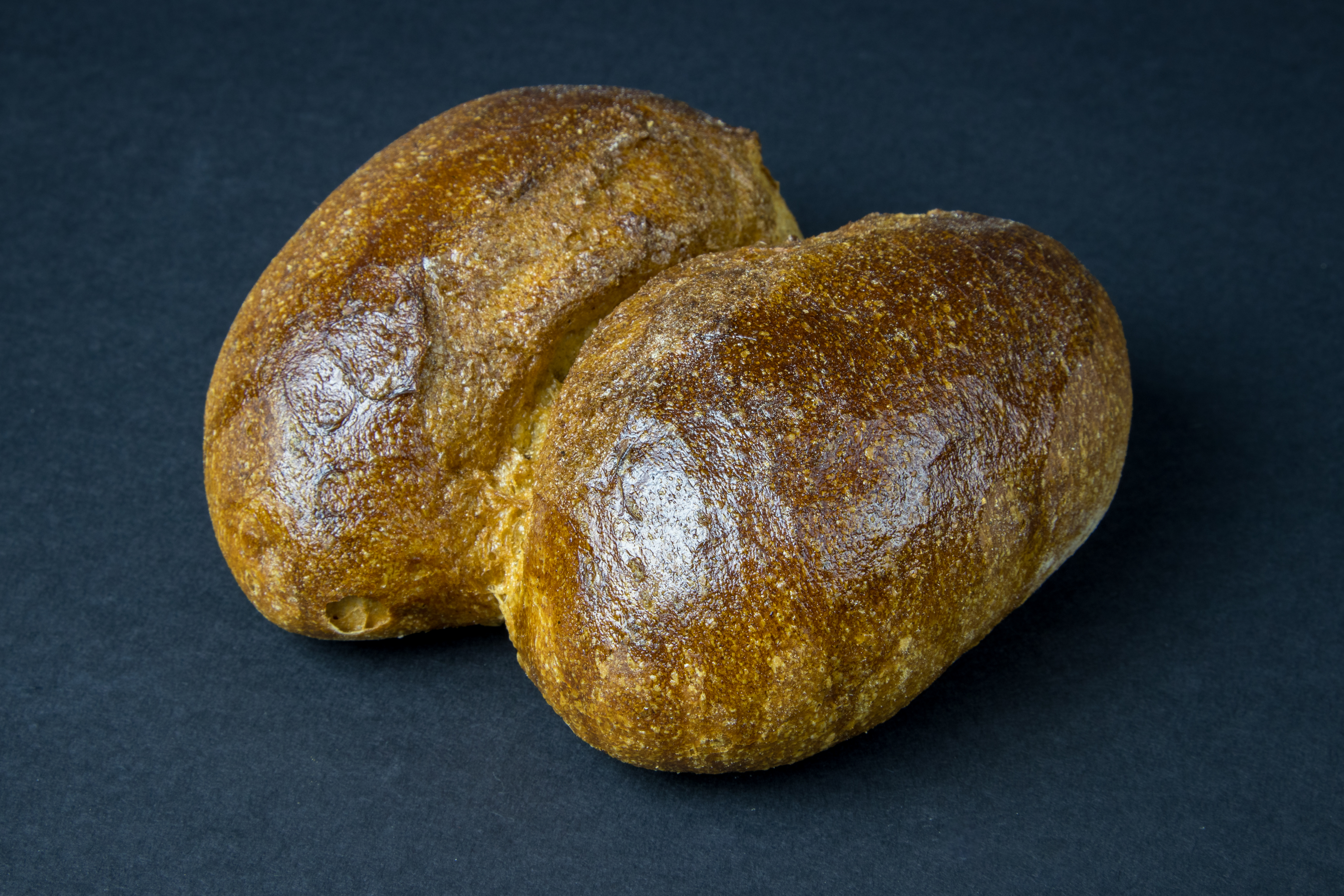
レッゲルヒェン

- 「レッゲルヒェン Röggelchen」– ドイツ西部、ケルンやデュッセルドルフを中心としたラインラント地方のライ麦粉入りの小型パン。２つの丸い生地玉が繋がっていて、焦げ過ぎの一歩手前までしっかりと焼き込まれる[45]。

### オーストリア
オーストリアでは、「ゼンメル Semmel」の最低重量は46g以上と決められており、それより小さなものは「ジュァゲベック Jour-Gebäck」の名称で区別されている。
- 「ゼンメル Semmel」– ドイツ南部（特にバイエルン地方）やオーストリアで、よく使用される呼称だが、同時に「ヴェッケァル Weckerl」も用いられる[45]。
- 「カイザーゼンメル Kaisersemmel」– オーストリア発祥のロールパン。「ゼンメル Semmel」の一種。「カイザーロール Kaiser roll」「ヴィエナロール Vienna roll」とも言う。カイザーとは「皇帝」を意味し、パンの上面にある模様が王冠のように見える事から、この名がついた。様々な国で一般的に食べられている。別名「2時間パン」とも言われ、焼きたてが特に美味しいパンとして知られていて、焼き上がってから4時間以内に食べる事が推奨されている。特に何ものっていないプレーンタイプの他、白ゴマや黒ゴマ、ケシの実やヒマワリの種などがちりばめられているものも多く食べられている[47]。 元々は、一つ一つ手で折り込んで刻み目を成形していたが、現在では、殆ど専用の押し型を使用している。手成形は「ハントゼンメル Handsemmel」「ヴィーナーカイザーゼンメル Wiener Kaisersemmel」と呼ばれ、珍重されている。この名称を名乗るには、製造工程や使用可能な材料など、規定に沿っていなければならなく、生地の分割重量は、約56ｇである[45]。
- 「ザルツシュタンゲル  Salzstangerl [48]」「ザルツシュタンゲン   Salzstangen [48]」– ドイツ語で、ザルツは「塩」、シュタンゲンは「棒」という意味。ドイツのパンと同様に油脂や牛乳が使われ、もっちりした歯ごたえがある。表面に岩塩とキャラウェイシードを散らすものもある。ビールのつまみに向いており、オーストリアのパンだがドイツでも食べられている[49][50]。

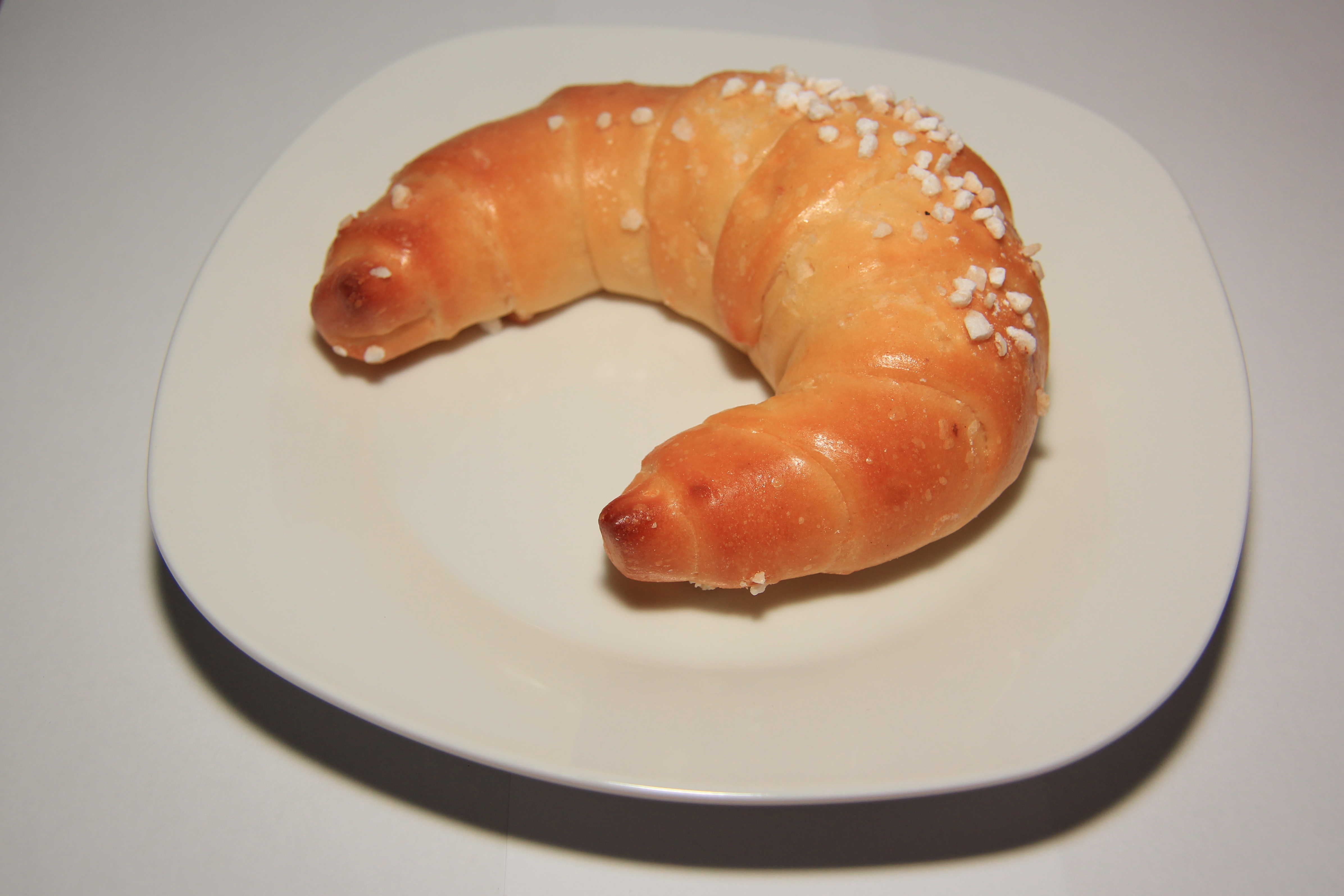
ブリオッシュキプフェル

- 「キプフェル Kipfel」「キッフェルン Kipferl」–「küpfel 又は Meidlinger roll(ウィーン) 」とも言われる。三日月形のロールパンで、クロワッサンの原形と言われている。バターを使わないあっさりしたものや、ブリオッシュの生地を使用した「ヴィエナーブリオッシュキプフェル Wiener Brioche Kipferl」がある[51][52]。

### スイス
- 「ブレートリ Brötli」–「ブレートヒェン Brötchen」のスイスでの呼称。
- 「ヴェッゲン Weggen」「ムッチュリ Mutschli」– スイスで使用される呼称[45]。
- 「ヴェグリ Weggli」– スイスの一般的なパンで、材料に牛乳を使用したロールパン。丸い形をしていて、真ん中に深い溝がある。「小さなパン」という意味があり、主に朝食用のパンであるが、サンドイッチやおやつとしても食べられる。ヴェグリにチョコレートスティックを突き刺さしたものも、良く食べられる[53]。
- 「ギッフェリ  gipfel」– 三日月形のロールパン。

### ハンガリー

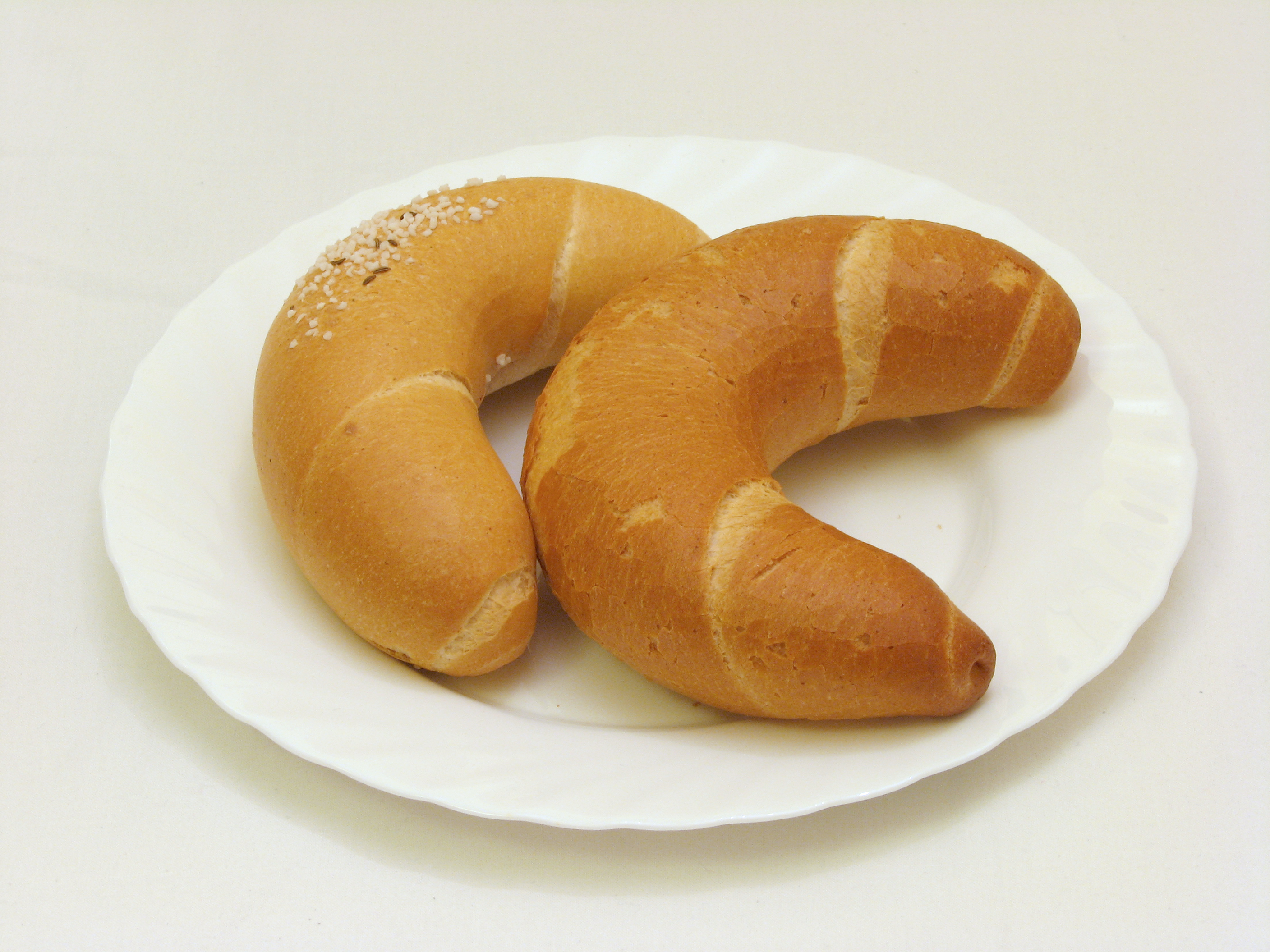
キフリ

- 「キフリ kifli」– 三日月形のロールパン。
- 「ジェムレ Zsemle」– バイエルン地方やオーストリアで一般的に使われている「ゼンメル Semmel」のハンガリーでの呼称。

### チェコ

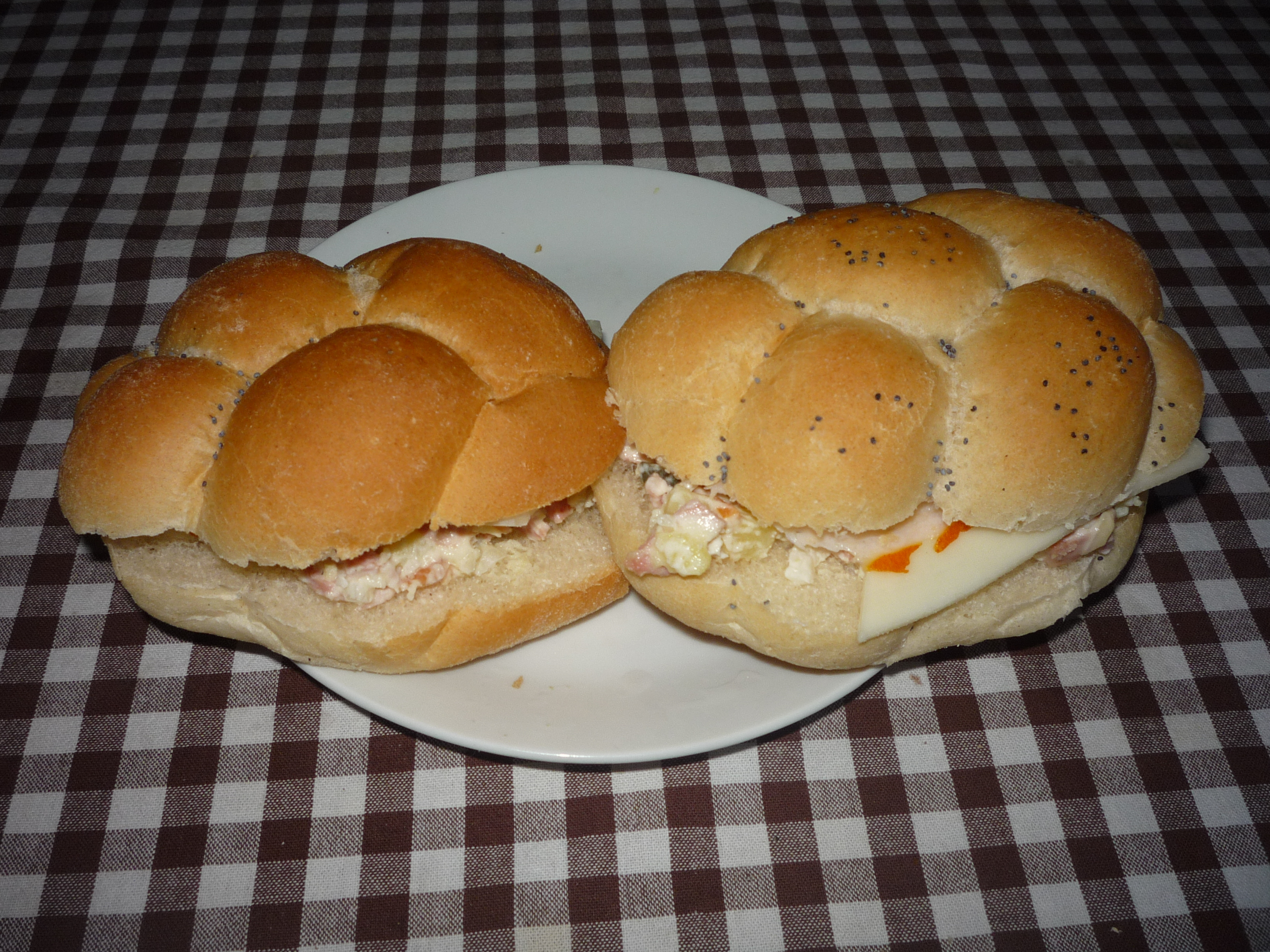
ホウスカのサンドイッチ

- 「ホウスカ Houska」– チェコの伝統的なロールパン。一般的には小麦粉、水、イースト、塩から作られ、ケシの実やキャラウェイシードとアマニか塩がトッピングされている。亀の甲羅のような形の甘くないパン[54]。
- 「ロフリーク Rohlík」- 三日月型のロールパンで、材料や製法、サイズなど「ホウスカ Houska」とほぼ同じである[54]。
- 「ジェムレ žemle」– バイエルン地方やオーストリアで一般的に使われている「ゼンメル Semmel」のチェコでの呼称。

### スロバキア
- 「ジェムラ žemľa」– バイエルン地方やオーストリアで一般的に使われている「ゼンメル Semmel」のスロバキアでの呼称。
- 「ロジョク rožok」– 三日月形のロールパン。

### ポーランド
- 「ブウカ bułka」– ポーランドの小型パンの総称。代表的なものは「カイゼルカ kajzerka(カイザーロール)」[55]。
- 「ゼムラ Żymła」– バイエルン地方やオーストリアで一般的に使われている「ゼンメル Semmel」のアッパーシレジアでの呼称。żymlokと呼ばれるアッパーシレジアの伝統的なブラッドソーセージを作る上で必要な材料である[56]。
- 「ロガル rogal」「ロガリク rogalik(小さな角)」– 三日月形のロールパン。

### スロベニア
- 「ゼムリャ žemlja」– バイエルン地方やオーストリアで一般的に使われている「ゼンメル Semmel」のスロベニアでの呼称。
- 「ログリチェク rogljiček」「kifelc」– 三日月形のロールパン。

## 西ヨーロッパ・南ヨーロッパ

### オランダ
- 「ゼーウスボールス Zeeuwse bolus」–「Zeeuwse bolussen」とも言う。オランダのゼーラント州のダークブラウンシュガーとレモンの皮やシナモンに覆われた渦巻き状の甘いパン。名前は「ゼーラントのボーラス」という意味である。ボーラスはユダヤ人のペイストリーの事。

### ベルギー
- 「ピストレ Pistolet」–  フランス語で「ピストル」 の意味のベルギーのパン。カリッと香ばしい皮とふんわりした中身の直径10cmくらいの丸いパン。ベルギーでは、伝統的に週末の朝食のパン[57]。

### イタリア
- 「パニーノpanino (複: パニーニ panini)」– （イタリア語のパン「パーネ  pane」+ 縮小辞「-ino」）ロールパンの意味と、具材を挟んだサンドイッチを指す2つの意味を持つ。サンドイッチ「パニーニ panini」に使用されるパンにはイタリア北部、ロンバルディア地方が発祥の「チャバッタ Ciabatta」があり、平らな形から「スリッパ」「靴の中敷き」という意味の名前である。パンの中身はフランスパンのような大きな気泡がある[58]。

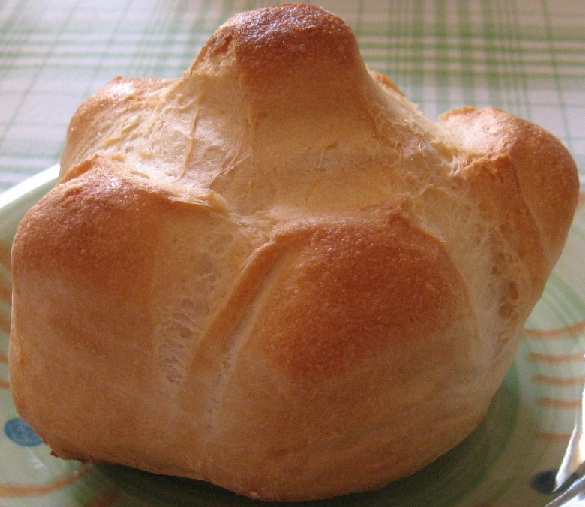
ミケッタ

- 「ミケッタ Michetta」「ロゼッタ Rosetta」– オーストリアの「カイザーゼンメル Kaisersemmel」を起源として、イタリアで独自変化したパン。中は空洞で、皮はパリッとしている。サンドイッチ「パニーニ panini」にも使用される[59]。

### スペイン
- 「ジョンゲット Llonguet」–スペインのバレアレス諸島、カタルーニャ地方、バレンシア州のロールパン。白く長方形で上部に溝がある。

## 東ヨーロッパ・東南ヨーロッパ

### ロシア
- 「ブーブリク бублик(Bublik)」 (単: búblik, 複: bubliki) – ウクライナ語の「ブーブリック бублик(búblyk)」からロシア語の「ブーブリク бублик(Bublik)」になった。ベーグルに見た目が似ているが、ベーグルより甘く、噛み応えがしっかりしている。リング状のイースト生地を焼く前に熱湯で茹でる。表面がグレーズされてつやつやしており、多くの場合けしの実がトッピングされている[60]。
- 「ロガリック рогалик」– 三日月形のロールパン。

### ウクライナ

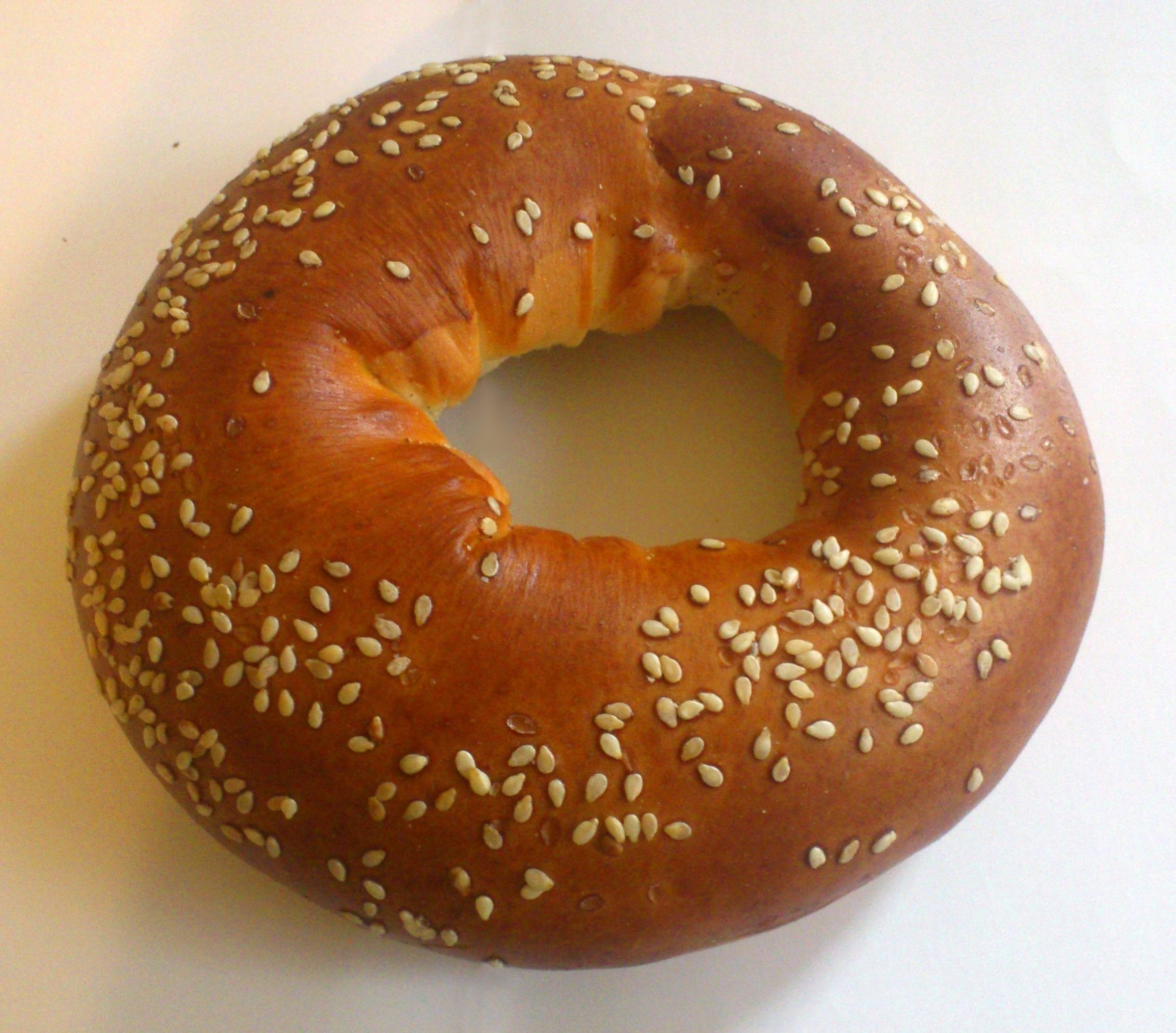
ゴマがのったブーブリック

- 「ブーブリック бублик(búblyk)」– ベーグルに見た目が似たリング状のロールパン。ロシアでは「ブーブリク бублик(Bublik)」と呼ばれている。
- 「ローハリック рогалик」– 三日月形のロールパン。

### ボスニア
- 「セメレ Semele」– バイエルン地方やオーストリアで一般的に使われている「ゼンメル Semmel」のボスニアでの呼称。
- 「キフラ kifla 又は кифла (複: kifle 又は kiflice) 」– 三日月形のロールパン。

### キプロス

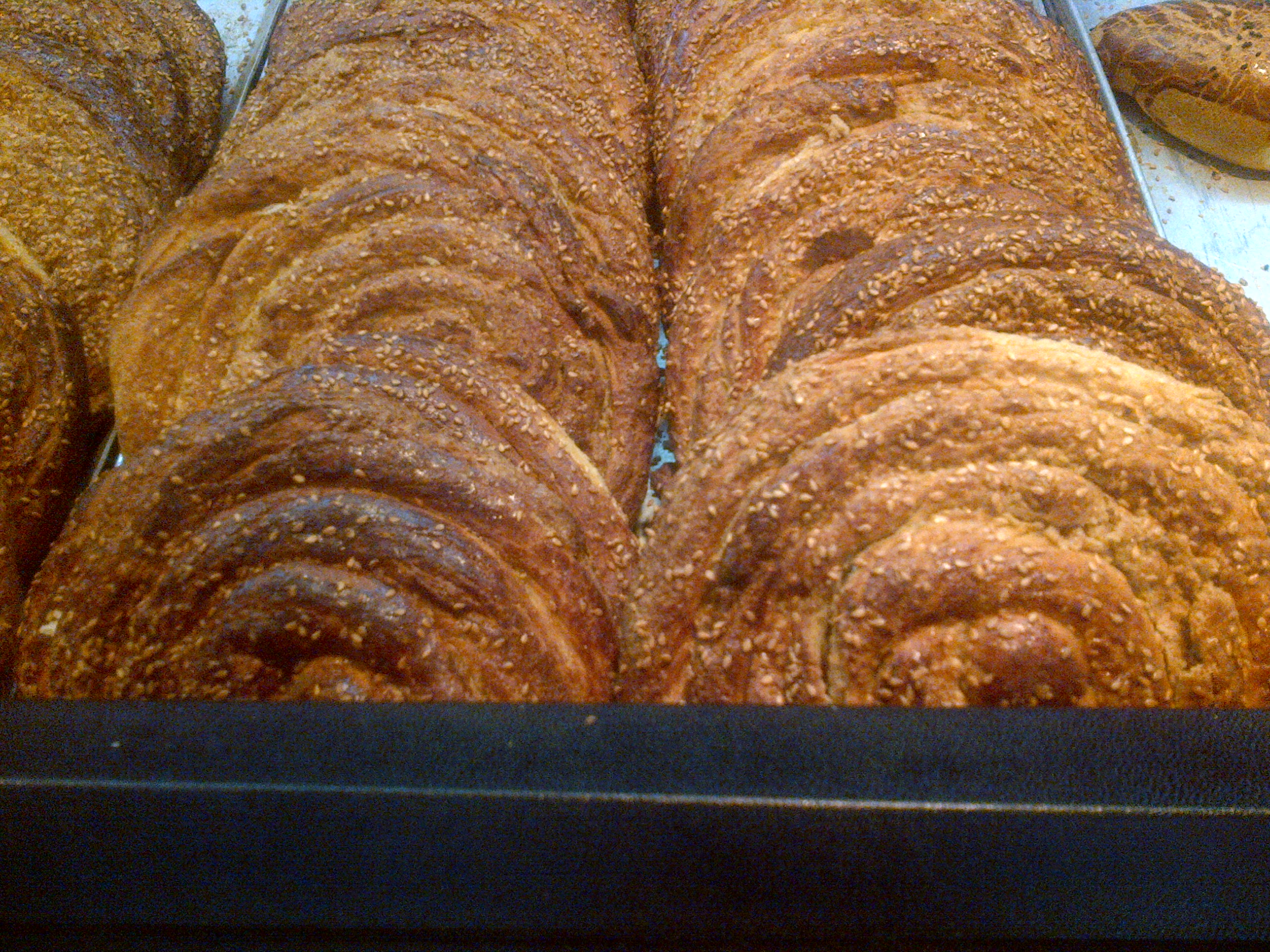
タヒニロール

- 「タヒニロール Tahini roll」- アルメニア発祥とされる甘いパンである。アルメニアでは「タヒノブハツ Թահինով Հաց(Tahinov Hats)」、キプロスやギリシャでは「タヒノピタ　ταχινόπιτ(τ)α(tahinopit(t)a)/タシノピタ τασιηνόπιττα(tasinopitta)」、トルコでは「タヒニチョレッキ tahinli çörek」、アラブでは「Kubez el Tahineh」と言われる。種皮を除去したゴマを煎って擦ったペースト「タヒニ tahini」が使われている。パンとクッキーの間の食感がある。キプロスでは屋台の食べ物として人気がある。

## 北欧・バルト三国

### スウェーデン
- 「ブッレ bulle (複:ブッラ bullar)」– 小さな丸い (菓子) パン<。
- 「スモーフランスカ Småfranska」「フラッラ Fralla」– 小さな丸いフランスパン。バターやマーマレード、チーズ、ハム、サラミなどのトッピングをのせて朝食などで食べられている。
- 「ルンスティッケ Rundstycke」– ドイツのハンブルク周辺で使用されている「ルントシュトゥック Rundstück」のスウェーデンでの呼称。ヨーテボリなどで使用。
- 「ジ(ギ)ッフェル giffel」– 三日月形のロールパン。

### デンマーク
- 「ロンステッカー Rundstykker」– ドイツのハンブルク周辺で使用されている「ルントシュトゥック Rundstück」のデンマークでの呼称。フランスパンのバゲットのようなパリッとした皮と上部にケシの実を塗した丸いパン。サンドイッチなどに使用される[61]。
- 「ギフル giffel」– 「ギフラ Gifler」「giflerne」とも言う。生地にバターが使われていないリーン系である。あっさりした塩味で、こってりした具材を使うオープンサンドイッチにして朝食にされることが多い[62]。

### ノルウェー
- 「ルンスティッケル Rundstykker」– ドイツのハンブルク周辺で使用されている「ルントシュトゥック Rundstück」のノルウェーでの呼称 。
- 「ホーン horn」– 三日月形のロールパン。

### ラトビア
- 「スペッチラウシ Speķrauši」–「スペッチラウシ speķa rauši」「スペッチピラーギ speķa pīrāgi」「スペッチピーラーゼニェ speķa pīrādziņi」とも言う。どれも「ファットミートパイ(脂肪分が多いミートパイ) 」の意味で、単に「ピラーギ pīrāgi」「ピーラーゼニェ pīrādziņi」とも言う。英語ではベーコンパティとかベーコンパイと訳される。長方形もしくは三日月型に焼かれたラトビアのロールパンとかペイストリーである。細かく刻んだベーコンとタマネギが大抵入っていて、長さは5 - 13cmである。

## アジア

### インド
- 「パオ(パウ、パヴ、パブ)[63] Pav」- 柔らかくふわふわなインドのロールパン。「バジ bhaji(野菜カレー) 」「ワダ vada(ポテト団子の揚げ物 )」「ミサル misal(豆のカレー) 」 などと合わせて食べられている。ポルトガル人によって、インドのゴアで作られたのが始まりである[64]。

### 中国

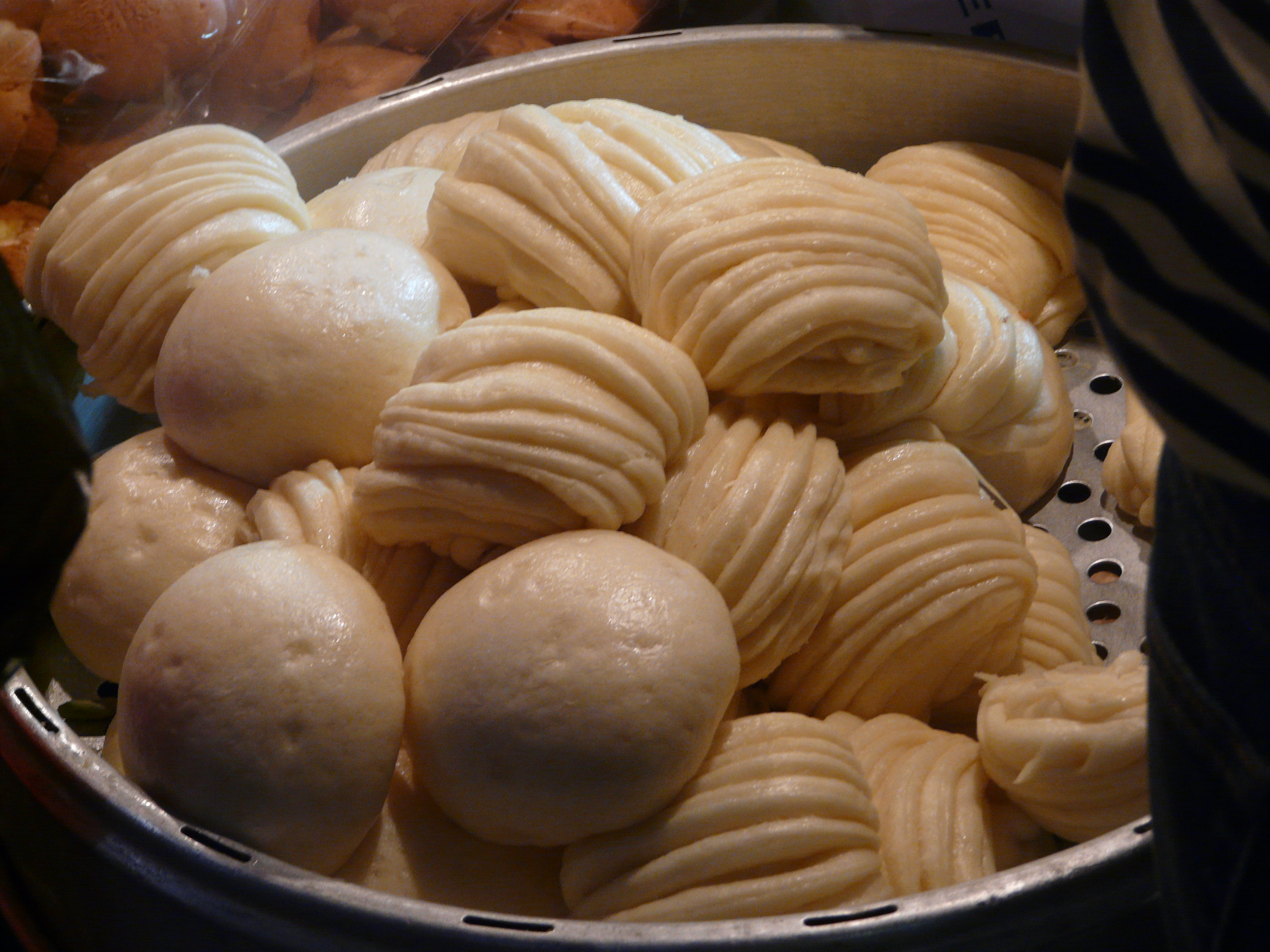
花捲 (卷) と饅頭

- ホアジュアン(花捲/卷) - 英語では「マンダリンロール Mandarin roll」「(蒸し)フラワーロール(バン) (Steamed) Flower roll (bun)」と言う。特徴のある巻いた形が名前の由来である蒸しパン。材料や作り方は饅頭 (マントウ) と基本的に同じであるが、生地の中にネギ、クルミ、干しぶどう、松の実、ナツメ、チーマージャン (ゴマペースト) が加えられる事がある[65]。

### フィリピン
- 「アサードロール Asado roll」- 「アサードパン asado buns」「ベイクドショーパオ(焼包) baked siopao」とも言う。アサードという甘めに味付けした豚肉を生地で包み、焼く前に表面に溶き卵を塗るか、パン粉かゴマをまぶしたロールパン。蒸している焼包と違うのは米粉の代わりに中力粉を使用している事である。
- 「パンデサル Pandesal」- 塩パンという名前の、フィリピンで最も一般的に食べられているプレーンなロールパン。ふわふわもちもちで、名前とは反対にほのかに甘いのが特徴[66]。
- 「パンデココ Pan de coco」- 乾燥したココナッツが入った甘いロールパン。名前はココナッツパンの意味で、ホンジュラスとフィリピンで人気がある。ホンジュラスでは生地にココナッツミルクを使用し、シチューと共に食べられる。フィリピンでは一般的にデザートである。起源は曖昧だが、17世紀スペイン人入植者によって中央アメリカから東南アジアに伝えられたと考えられる[67]。
- 「パンデモンジャ Pan de monja」-「モナイ Monay」とも言われる。修道女のパンの意味を持つ。真ん中のくぼみがパンを2つに分割している形が特徴。基本的なパンの種類であるので加工しやすく「フィリピンパンの母」として知られる。
- 「パンデシオサ Pan de siosa」- フィリピンのビサヤ諸島を起源とするフィリピンのちぎりパン。非常に柔らかい質感を持っているのが特徴。
- 「パステルデカミギン Pastel de Camiguín」-「カミギンケーキ Camiguin Cake」「パステル pastel」とも言う。カミギン州に由来するイエマ (カスタード) を詰めた柔らかいパン。名前はスペイン語の「パステル Pastel (ケーキ、パイ)」に由来している。
- 「ピナゴン Pinagong」-  フィリピンのサリアヤ（ケソン州）を起源とする伝統的なロールパン。パンデモンジャの一種と考えられ、形状と、上部の複雑に刻んだ模様が特徴的。カメを意味する「パゴン pagong」というタガログ語に由来している名前である[68]。

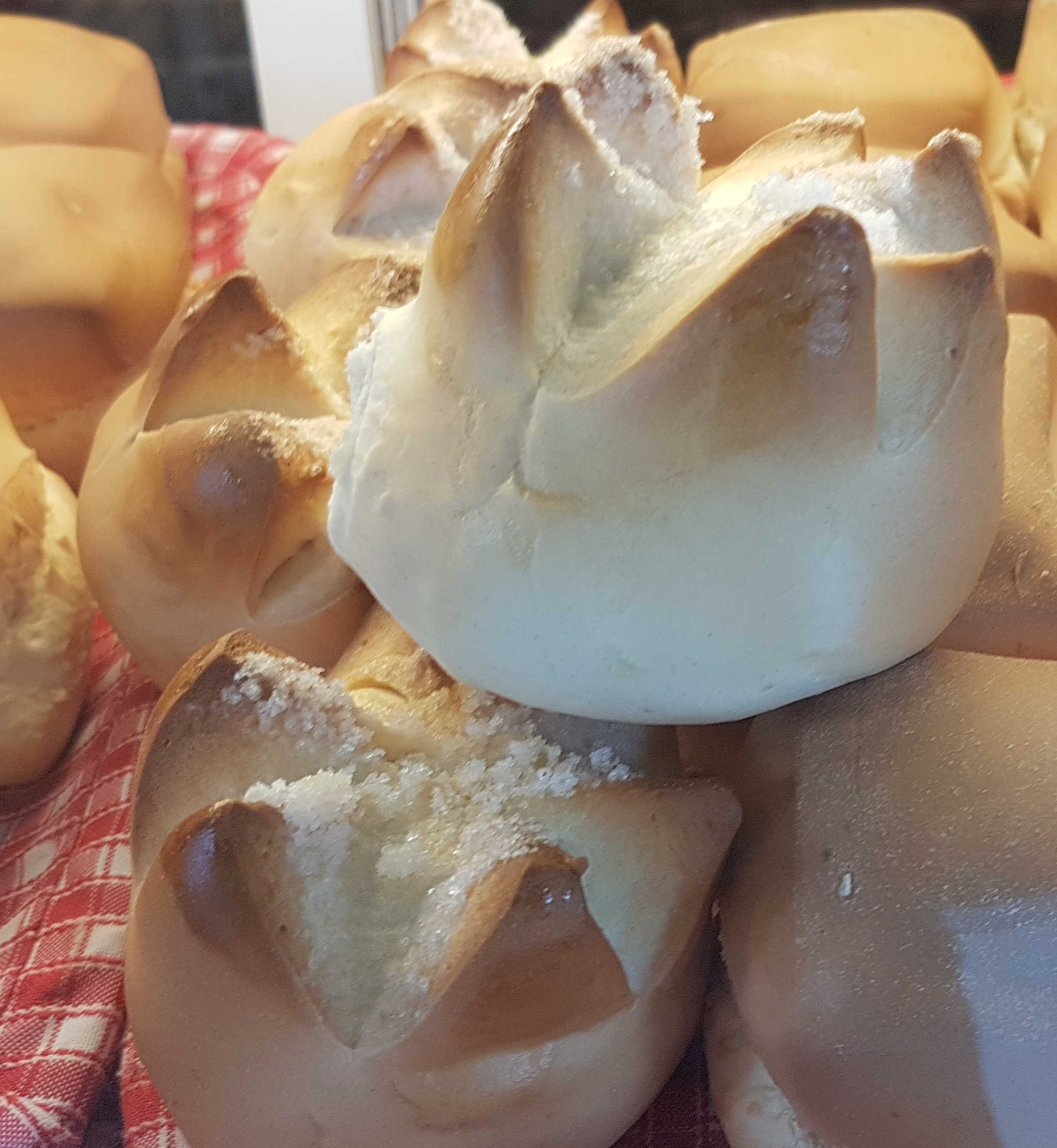
プトック

- 「プトック Putok」- 「スターブレッド star bread」とも言う。パンデモンジャの一種と考えられ、生地の上部をカットした形が、王冠または星型のようであるのが特徴。タガログ語で「爆発」「亀裂」 を意味する名前である。

## 北米・中南米

### アメリカ
アメリカでは半ポンド（約226.8g）以下の重さのパンをロールと言い、それ以上の重さのパンをブレッドと呼ぶなど、重さで区別して呼び方を変えている。
- 「バルキーロール  Bulkie/Bulkie roll」– ニューイングランド地方のサンドイッチロール。ハンバーガーバンズよりも大きくてしっかりしていて、皮はカリカリだが、硬いパンではない。中身は白パンに似ていて、堅くも柔らかくもなく甘さも目立たない。カイザーロールに似ているが、カイザーロールのように甘くはない。
- 「バターフレークロール Butterflake roll」– ニューイングランド発祥のロールパン。薄いバターの層と生地を数層に重ねて作られる。マフィンの焼き型に入れて焼くと層が上に広がる。「ファンタンロール Fan Tan roll」「ヤンキーバターミルクロール Yankee Buttermilk roll」とも呼ばれる。
- 「ハッラーロール Challah Roll」– ユダヤ教徒が安息日やユダヤ教の祝祭日に食べる。縄編み状の白パンが一般的でケシの種やゴマが載っている。米国のユダヤ人に一般的なもの。

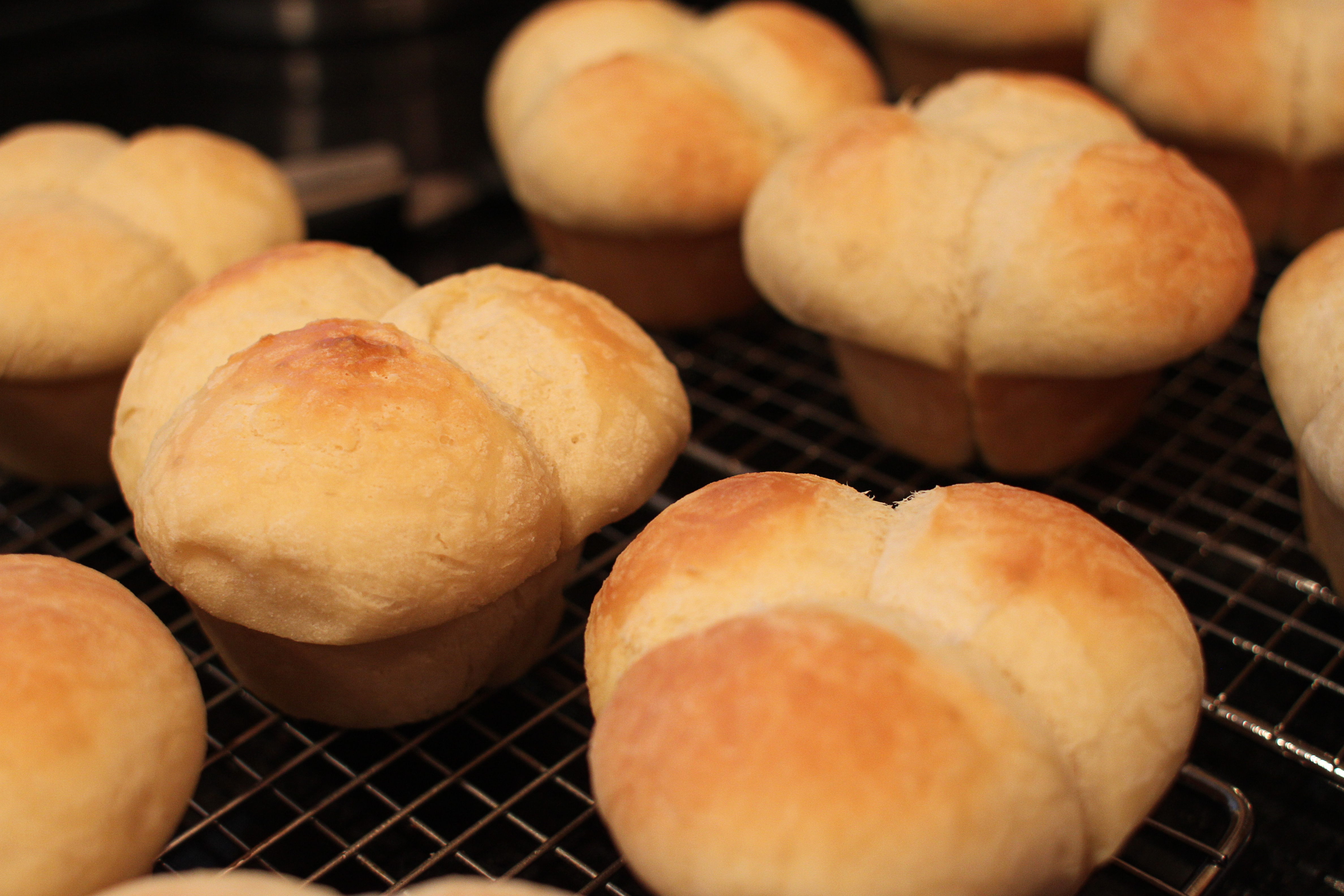
クローバーリーフロール

- 「クローバーリーフロール Cloverleaf roll」–  マフィンの焼き型に3つの小さい球状の生地を入れて焼いたロールパン。焼き上がりの形が3つの葉を持つクローバーの葉に見える事から名付けられた。
- 「ディナーロール Dinner roll」–  食事のサイドディッシュとして提供される小さな丸いパン[71]。
- 「フレンチロール French roll」– 一般的なロールパンの呼称として使用される。丸か楕円[72]のソフトタイプの小型のフランスパン[73]。一般的なフランスパンと違い生地に砂糖と油脂が入っていて、柔らかい[74]。

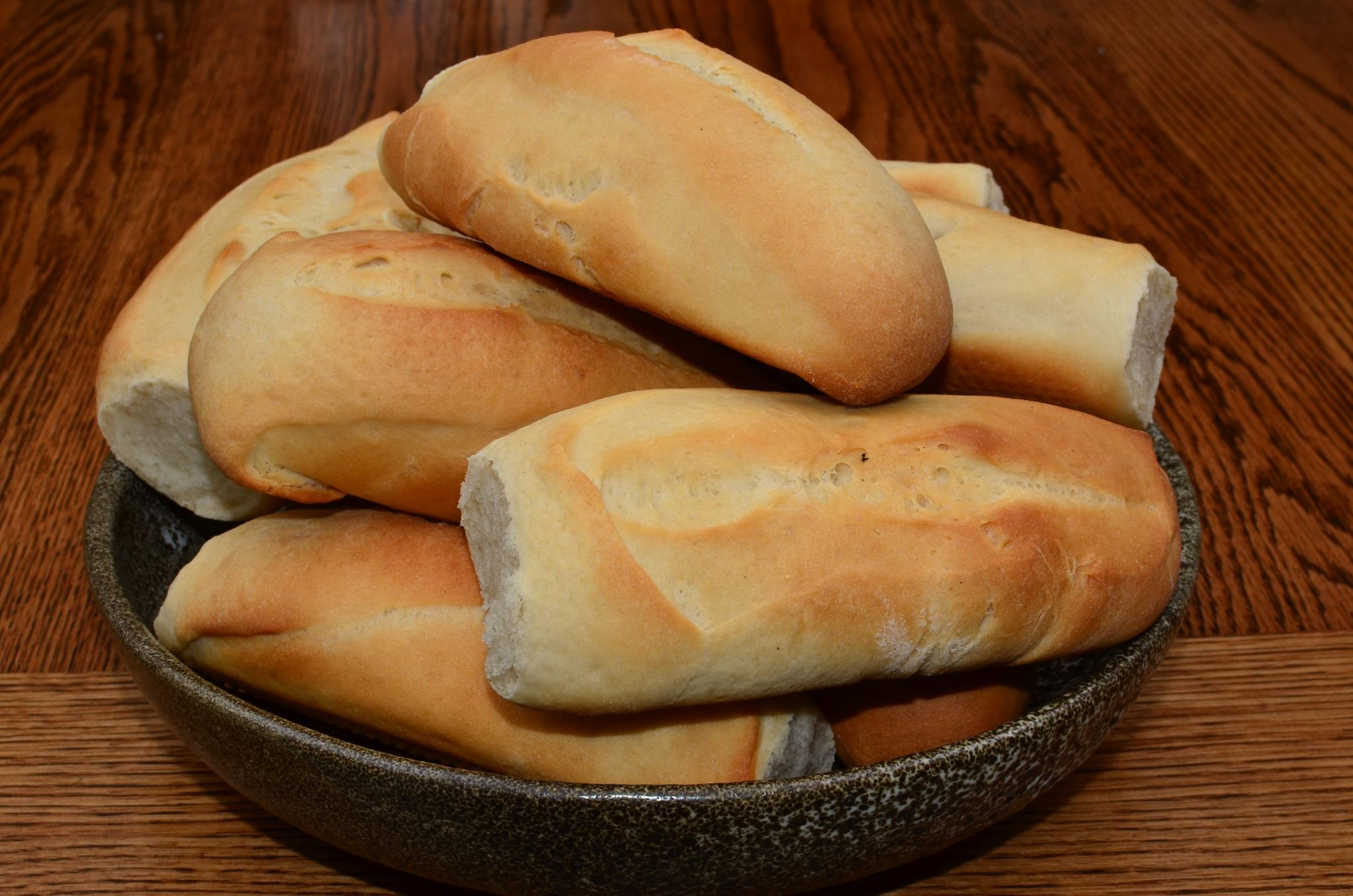
ホーギーロール

- 「ホーギーロール Hoagie roll」– ホーギーサンドイッチに使われる長くて平たいロールパン。サンドイッチに使用される「イタリアンロール Italian roll」「ロングロール long roll」「ステーキロール steak roll」なども中身がふわっとパサついていて、カリッとした皮の、長くて幅が狭いロールパンである。
- 「クーメルウェック Kummelweck」– 「kimmelweck」「kümmelweck」とも言う。コーシャソルトとキャラウェイシードを混ぜたものに覆われたカイザーロールやバルキーロール。バッファロー地域のビーフ・オン・ウェックというサンドイッチで使用される。
- 「オニオンロール Onion roll」– アシュケナジム (アシュケナージ) 系ユダヤ人のロールパンが起源で「ハッラー Challah」 に似た柔らかく少し甘い生地に、乾燥した玉ねぎが全体に混ぜ込んであるため、独特の風味がある。ケシの実をトッピングする事もある。
- 「パーカーハウスロール Parker house roll」– ボストンのパーカーハウスホテルのディナーブレッドとして高く評価され、一般に広まった[2][69]。バター、牛乳と少量の砂糖を加えた生地を丸く型抜きして折り目をつけ、バターを塗って2つ折りにして焼く。鉄板に個々を離して並べて焼く場合と、型にぎっしり並べて焼く場合がある。「パーカーハウスロール」という名称は商標登録されていないため、同名の商品やレシピが多数存在する。
- 「スパカデラ Spuccadella」– マサチューセッツ州イーストボストンの長く尖った形をしたイタリア系アメリカ人によるロールパン。イタリアンサンドイッチと呼ばれる「スパッキーサンドイッチ spuckie sandwich」に使用される。イタリア系アメリカ人の 「spuccadella」という単語はイタリアには存在しないが、イタリアのサンドイッチに使われているパニーノの一種である「スパッカテッラ  spaccatella」 という単語から由来していると思われる。
- 「スイートロール Sweet roll」– アメリカでは「ブレックファーストロール breakfast roll 」とも言う。甘いロールパン全般を指す。スパイス、ナッツ、砂糖漬けの果物などが入っていたり、グレーズやアイシングをしているものが多い。通常のロールパン生地と比較して、一般的に砂糖、脂肪、卵、酵母を多く含む。
- 「テーブルロール Table roll」– テーブルロールとは食事用の小型のパンの総称である[70]。ロールパン[3]とか、バターロールとも呼ばれている[70]。牛乳の配合が多いものはミルクロールと呼ばれている[69]。

### メキシコ
- 「ボリーヨ Bolillo」– フランスパンに似たロールパン。トルタ (メキシコのサンドイッチ) に使用される。パンフラワーの素材に利用されることがある[75]。
- 「セミタ Cemita」–「セミタポブラナ cemita poblana」とも呼ばれるメキシコのプエブラ発祥のトルタ (メキシコのサンドイッチ) と、トルタに使用されるゴマで覆われた卵不使用のロールパンの両方を指す。

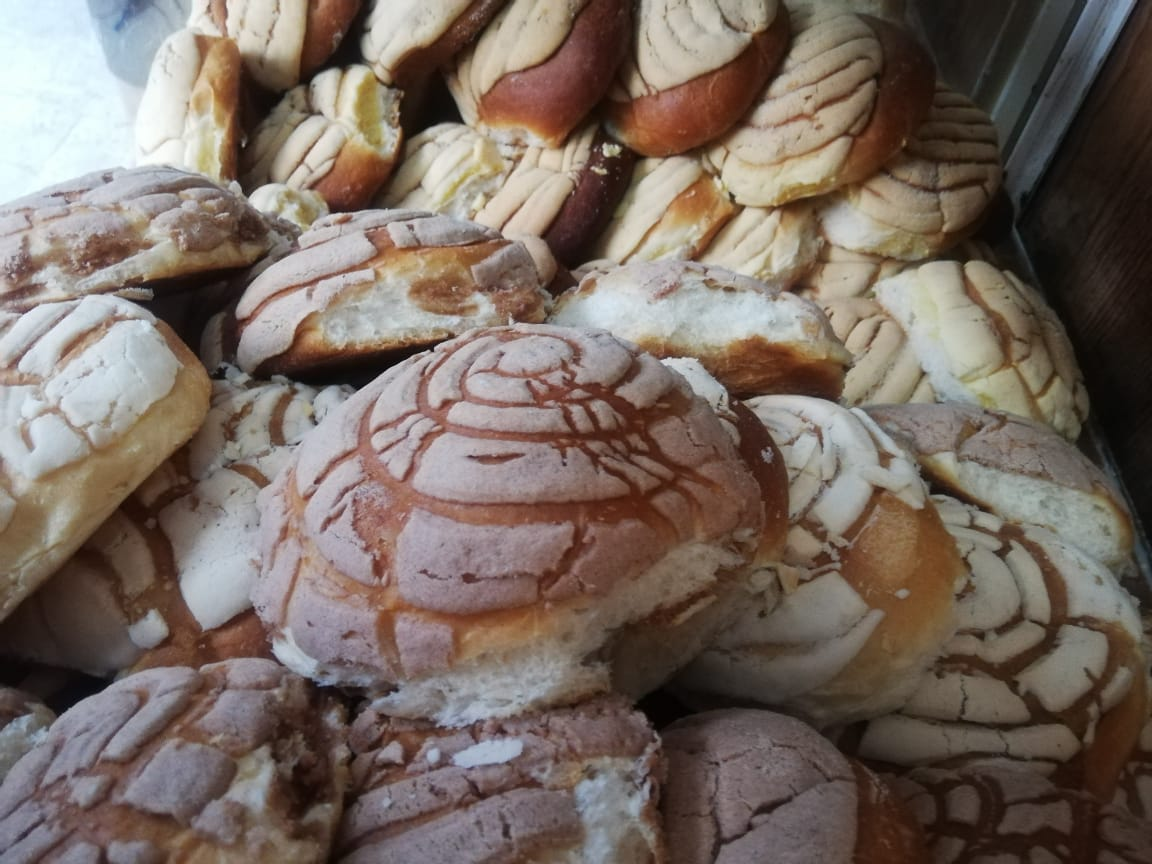
コンチャ

- 「コンチャ Concha」– 貝のような形で有名な甘いパン。日本のメロンパンに似ている。バリバリする食感のトッピング生地に覆われた甘いロールパン。

### ブラジル

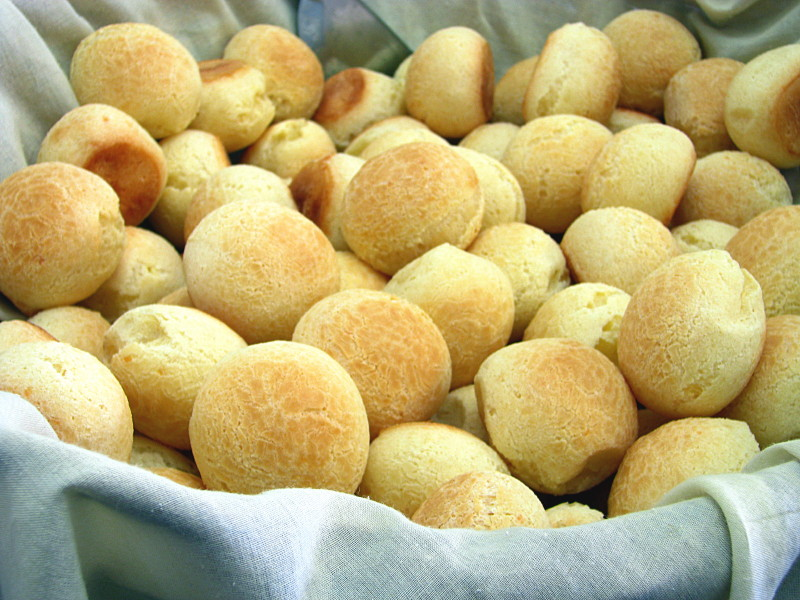
ポンデケージョ

- 「ポンデケージョ pão de queijo」ｰ チーズパン (pão=パン、queijo=チーズ) の名前を持つ、ブラジルのミナスジェライス州発祥のロールパン。小麦粉ではなく、キャッサバの根茎から作られるタピオカ粉を使用する。表面はパリッとしつつ、もっちりとした弾力がある。大きさは4 - 7cm程度のものが主流で、発酵を行わずに作る。ベーコンやハムなどを入れる事もある[76]。

### ボリビア
- 「クニャペ Cuñapé」ｰ  ボリビアのサンタクルスや北東部でよく食べられる。マンジョーカ (ユカ芋/キャッサバ芋) の澱粉とチーズで作られる伝統的なロールパン。パラグアイのチパやブラジルのポンデケージョに似ている。そのまま食べたり、料理の付け合わせてとして提供される[77]。

### パラグアイ

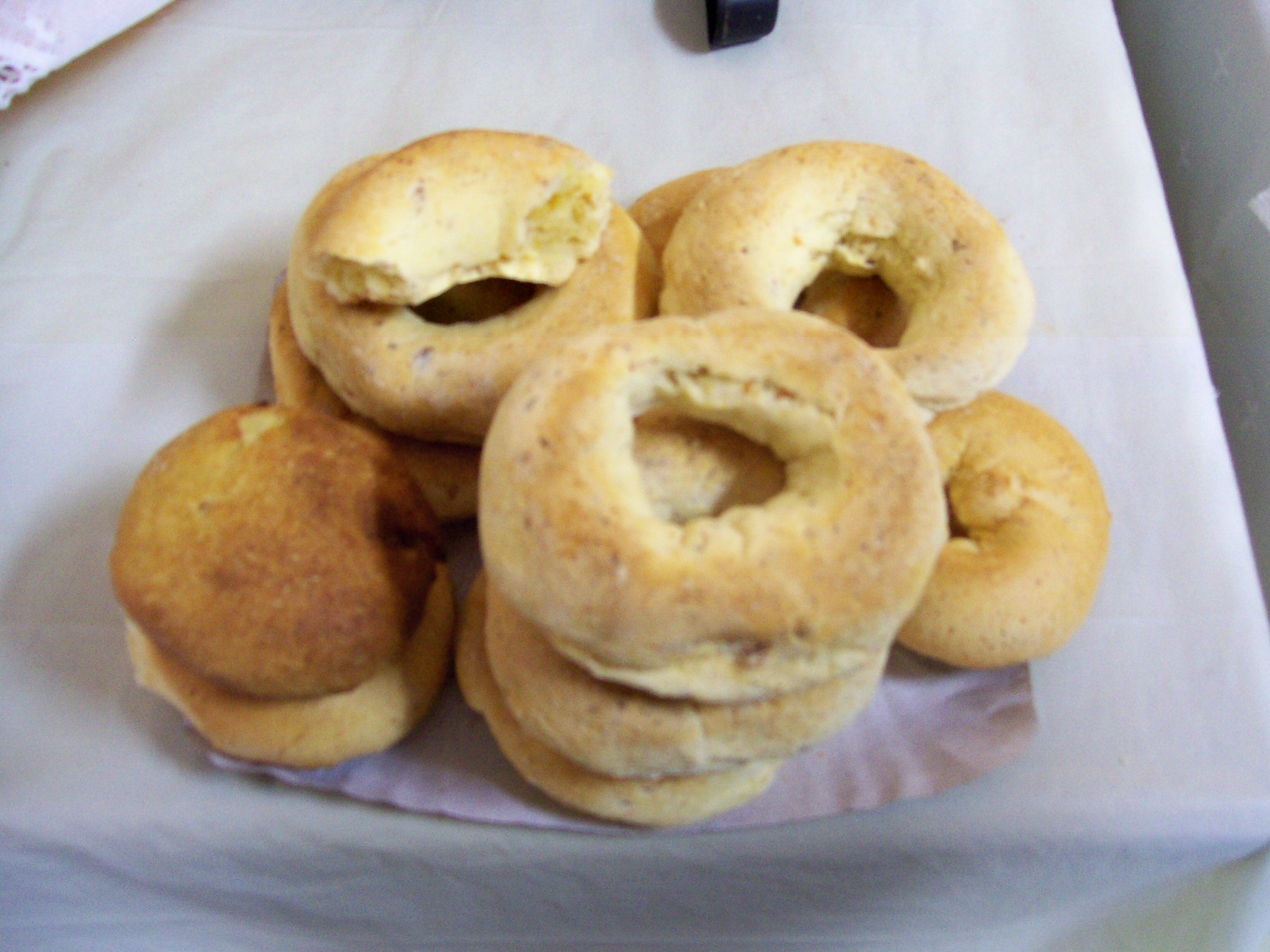
チパ

- 「チパ Chipa」ｰ パラグアイで最も一般的な主食であり、先住民のグアラニー発祥のチーズ味のロールパン。キャッサバスターチ 、ラード、アニス、チーズを使用する。味や食感はブラジルの「ポンデケージョ」に近い。いろんな形があり、真ん中の空いたドーナツ型、ボール型、細長いものなどがある。毎日の食事やおやつに食べられているが、セマナサンタと呼ばれるキリストの復活祭は重要であり、各家庭で手作りのチパを食べる[78][79]。